# Bréal-sous-Montfort
Pour les articles homonymes, voir Bréal.
Bréal-sous-Montfort est une commune française située dans le département d'Ille-et-Vilaine, en région Bretagne.

## Géographie

### Localisation
Le centre-ville de la commune de Bréal-sous-Monfort est située à un peu plus de 20 km de celui de Rennes par la voie express RN 24 Rennes-Lorient. Elle est bordée au Nord et à l'Est par le Meu, affluent de la Vilaine. Les communes voisines sont : Saint-Thurial, Baulon, Goven, Le Verger et Mordelles. La commune n'est plus limitrophe de celle de Talensac depuis le 1er janvier 2013, moment où les limites territoriales entre les communes de Talensac et du Verger ont été modifiées. Le Verger a été relié à Mordelles par une bande de terrain longue de 4 km prise sur le territoire de Talensac suivant les rives du ruisseau de la Rohuel entre les lieux-dits La Pommerais et Coulande afin de créer une continuité territoriale avec Rennes Métropole.
| Le Verger     | (Talensac)          | Mordelles |
| Saint-Thurial | Bréal-sous-Montfort |           |
| Baulon        | Goven               |           |

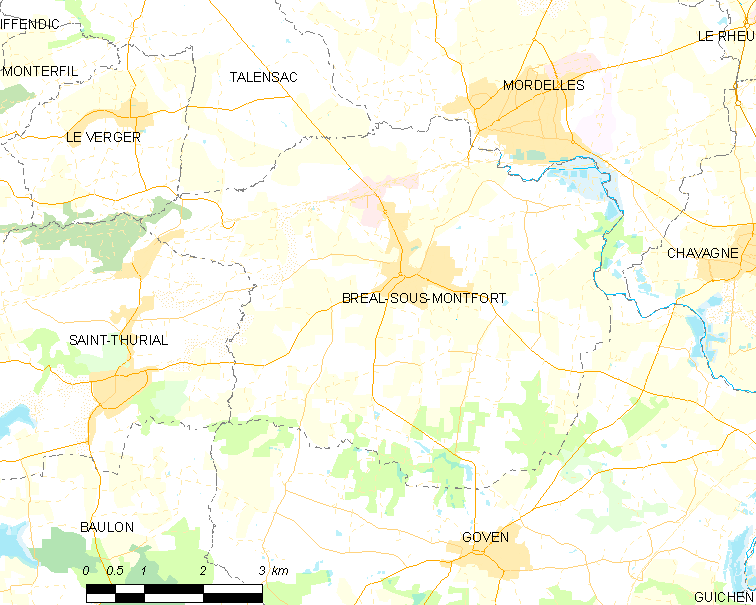
Carte de Bréal-sous-Montfort et des communes avoisinantes.

Bréal-sous-Monfort n’est limitrophe de Baulon que sur une cinquantaine de mètres. Par contre, la commune n’est pas limitrophe de Chavagne dont la frontière est distante de deux cents de mètres environ.
Traditionnellement, la commune fait partie du Pays pourpre.

### Géologie

#### Le contexte géologique de Bréal-sous-Montfort
La commune de Bréal sous Montfort se situe géologiquement dans le domaine varisque de Bretagne centrale (centre Bretagne et Sud de Rennes). Celui-ci est limité vers le Nord et le Sud par les cisaillements nord-armoricain (CNA et sud-armoricain (CSA). Les domaines voisins sont au Nord le domaine cadomien normano-breton (Saint-Malo – Fougères), et au Sud le domaine varisque ligéro-sénan (Quimper-Angers).
Sur le plan paléogéographique, le massif armoricain qui s’est formé par des évènements successifs entre 700 à 600 millions d’années (Ma) à 350 Ma [Histoire] était plus ou moins associé à des paléocontinents (Rodinia, Gondwana...). Se situant près du pôle Sud au début, il est remonté depuis vers sa latitude actuelle,.
Le domaine où se trouve Bréal est constitué d’un socle cadomien au-dessus duquel s’est posé une couverture épaisse de roches sédimentaires briovérien à partir de 570 Ma, provenant pour l’essentiel de l’érosion de la chaîne cadomienne du nord-armoricain. Ses sédiments se présentent pour l’essentiel sous forme roches sédimentaires déformées en schistes. Cette sédimentation se poursuit jusqu’au Dévonien il y a 395 Ma.

#### Quatre grands domaines géologiques à Bréal
En simplifiant la carte géologique,, on peut distinguer 4 grands domaines géologiques pour le territoire bréalais.

##### Bassins des cours d'eau
Sur les abords des rivières et ruisseaux (du Meu, de la Chaise/Chèze, de la Roche, de la Rousselais, de Rohuel), on observe principalement des dépôts fluviatiles (limons, alluvions et colluvions) de périodes plus récentes (Pléistocène, Holocène).

##### Les parties Nord et Sud
La partie Nord de la commune entre la Chèze/Chaise et le Meu en descendant au Sud jusqu’à une ligne reliant les lieux-dits du Tansement à l’Ouest, le Fougeray, puis le Tertre à l’Est, la roche dominante est formée par des siltites de couleur gris-bleu, gris-vert, brune ou ocre, parfois des grès s’y intercalent. Ses dépôts datant du « Briovérien » forment des lamines (couches fines) ou des bancs (couches).
Dans la partie au Sud de cette ligne on trouve notamment des siltites pourpres du Boël, déformées en schiste, une des trois faciès de la formation de Pont-Réan (Arénig, 470 Ma environ), les deux autres étant le grès de Courouët, souvent de couleur pourpre, et la Poudingue de Montfort.

##### Une cuesta de Poudingues
Entre ces deux parties Nord et Sud, une cuesta large de 200 à 250 m environ, s’étend d’Ouest en Est. Elle relie le lieu-dit de la Ménuhais à celui du Tertre, et continue sur le territoire de Goven (Haut-Noyal), dominant la plaine au Nord à une altitude entre 80 et 70 m. Elle est constituée de Poudingues de Montfort, une autre faciès de la formation de Pont-Réan. À l’Ouest, entre les Perrières, et le Petit Tertre on observe un faciès à graviers de quartz blanc, anguleux, répartis dans une matrice ("ciment" naturel) gréseuse rouge sombre. À l’Est, entre la Haute Hautière et le Haut-Noyal (Goven), on observe un faciès à nombreux galets de grès gris à rouge dans une matrice gréseuse à graviers de quartz blanc.

##### Sites
Bréal présente quelques affleurements de roches remarquables : Voir dans la partie "Culture locale et patrimoine" - "Sites géologiques remarquables".

### Le relief et les paysages
Selon l’Atlas des Paysages d’Ille-et-Vilaine, qui présente des unités de paysages, Bréal se situe dans l’extrémité sud-ouest des Plaines du Meu et de la Flume, avoisinées à l’Ouest vers Saint-Thurial par le massif Paimpont-Brocéliande, au Sud vers Goven par les collines de Guichen, à l’Est vers Chavagne par Rennes et ses environs.
Le bourg de Bréal se place au milieu des vastes paysages agricoles de son territoire, à l’exception du secteur entre le bourg et la voie express, fortement urbanisé.
Depuis les 25 m, voire 19 m d’altitude aux bords du Meu, le terrain culmine à 82 m (près de la Hyais) ou à 75 m au Sud (Les Perrières, Les Milles Fossés) et à l’Est (Le Tansement, La Vigne). L’altitude du bourg atteint 60 m à la place de la Madeleine. L’espace rural est vallonné avec des altitudes entre 30 et 60 m. Certaines hauteurs et collines (au Sud de Trébermel, à mi-chemin vers la RD62, sur la route au Nord de la Ténéhais, à la Vigne) offrent des vues lointaines, notamment en direction de Rennes, sur la plaine au Nord, ainsi que sur des vallons boisés de Bréal même.
Les bâtiments de ferme en terre, souvent des longères, parfois transformées en habitations sont encore très présentes sur le territoire bréalais. Au bâti ancien s’associent fréquemment des stabulations et hangars agricoles plus modernes.
Malgré une typologie variée, Bréal-sous-Montfort partage une identité commune du centre avec des villes comme Montfort-sur-Meu ou Plélan-le-Grand. Des maisons de villes aux façades de schiste ou poudingue et de brique, alignées sur la rue principale. Ainsi Bréal fait partie du pays pourpre couvrant l’ancien arrondissement de Montfort. Selon les auteurs de l’Atlas, l’entrée du bourg est « illisible » en venant du Nord sur la RN62. Un premier lotissement récent se trouve même avant la quatre voies Rennes-Lorient et se trouve ainsi séparé du bourg. S’ensuivent des zones d’activités distendues et des habitations alignées sur 1,5 km le long la rue de Montfort.

### Hydrographie

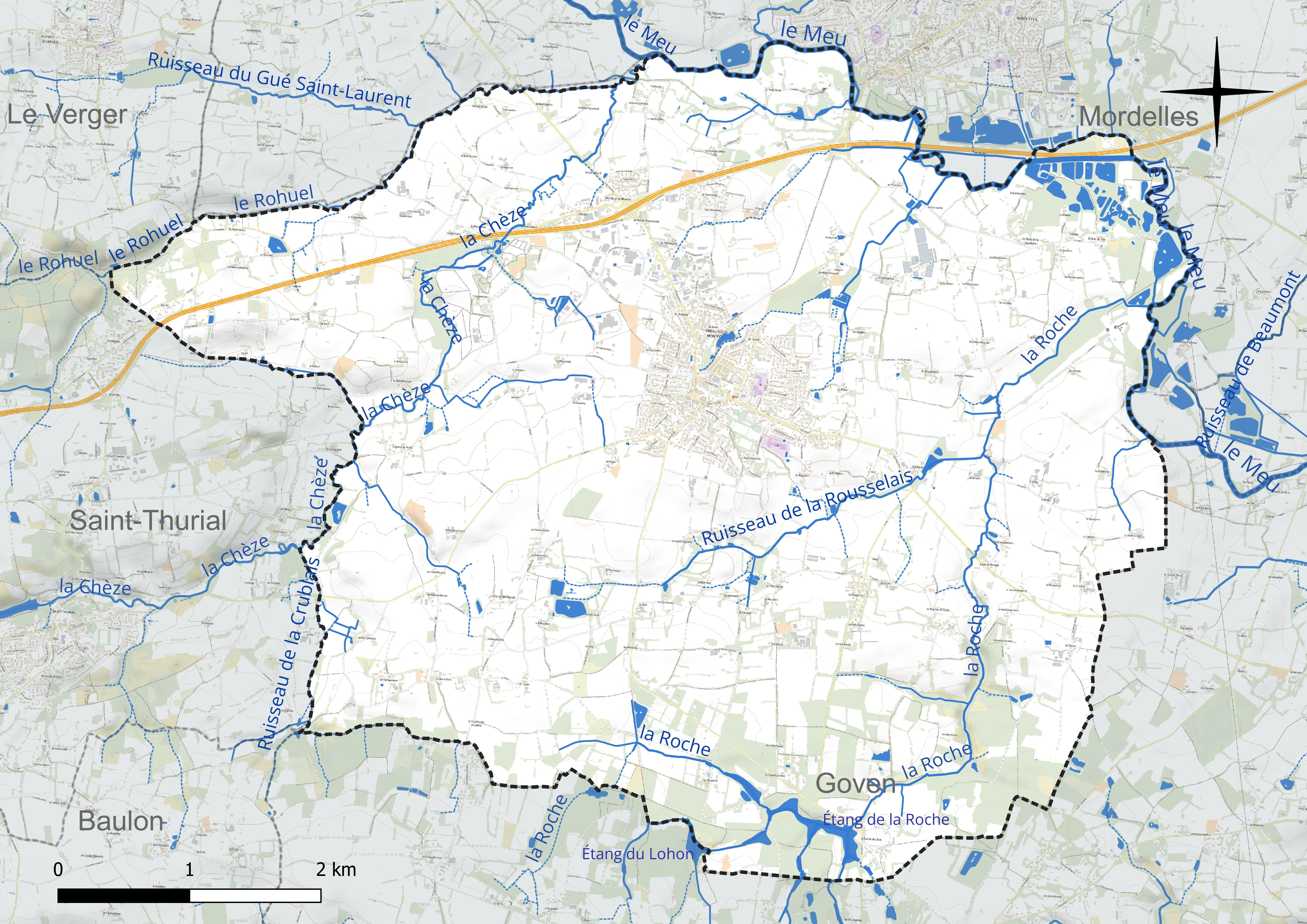
Carte du réseau hydrographique de Bréal-sous-Montfort.

Le territoire de Bréal est en grande partie défini par des cours d'eau. À cause de la nature du relief du territoire bréalais, les ruisseaux qui le traversent ou délimitent coulent tous vers le Meu au Nord et constituent la partie sud-est de son bassin-versant.
La limite communale occidentale, avec Saint-Thurial est marquée dans sa partie sud par le ruisseau de la Crublais puis par le ruisseau de la Chèze (« Chaise » sur les cartes IGN), qui portait autrefois dans sa partie bréalaise (à partir de l'angle à l'ouest des Petites Barres, Les Longeais en Saint-Thurial) le nom de Francbois parce qu'on plaçait sa source dans l'étang près du lieu-dit éponyme en Saint-Thurial, alors que celle-si se trouve au nord-est du bourg de Plélan-le-Grand,,,. À partir de Launay-la-Porte, la Chèze traverse le territoire en direction nord-est.
La limite nord de la commune est constituée d'ouest en est d'abord par le ruisseau de Rohuel du côté des communes du Verger et de Talensac. C'est un affluent de la Chèze, un bout du cours inférieur longe la limite communale jusqu'à sa confluence avec le Meu à l'intersection avec la limite communale de Mordelles. Jean-Baptiste Ogée donne les noms de Men, rectifié en Meu dans la deuxième édition de son dictionnaire, et de Flusel. Le Meu forme ensuite la limite avec cette commune jusqu'au lieu-dit les Vaux du Meu, en changeant de direction vers le sud au niveau des étangs de Cramoux (qui sont d'anciennes gravières exploitées en raison de la proximité de l'agglomération rennaise).
Une partie de la limite sud est formée dans sa partie orientale par l'étang de la Roche, alimenté par le ruisseau de la Hairie, venant de l'ouest ainsi que du ruisseau de Grosmalon descendant du sud. Cet étang se déverse dans le ruisseau de la Roche qui traverse la partie est du territoire communal jusqu'à sa jonction avec le Meu près du château du Molant au nord-est. Ce ruisseau reçoit au niveau du Cayer le ruisseau de la Rousselais, éponyme du lieu-dit où se situe sa source et qui passe au sud du bourg, puis vers le nord-est jusqu'à sa bouche,.

### Climat
Pour des articles plus généraux, voir Climat de la Bretagne et Climat d'Ille-et-Vilaine.
En 2010, le climat de la commune est de type climat océanique altéré, selon une étude du CNRS s'appuyant sur une série de données couvrant la période 1971-2000. En 2020, Météo-France publie une typologie des climats de la France métropolitaine dans laquelle la commune est exposée à un climat océanique et est dans la région climatique Bretagne orientale et méridionale, Pays nantais, Vendée, caractérisée par une faible pluviométrie en été et une bonne insolation. Parallèlement l'observatoire de l'environnement en Bretagne publie en 2020 un zonage climatique de la région Bretagne, s'appuyant sur des données de Météo-France de 2009. La commune est, selon ce zonage, dans la zone « Sud Est », avec des étés relativement chauds et ensoleillés.
Pour la période 1971-2000, la température annuelle moyenne est de 11,5 °C, avec une amplitude thermique annuelle de 12,6 °C. Le cumul annuel moyen de précipitations est de 732 mm, avec 11,6 jours de précipitations en janvier et 6,4 jours en juillet. Pour la période 1991-2020, la température moyenne annuelle observée sur la station météorologique la plus proche, située sur la commune du Rheu à 8 km à vol d'oiseau, est de 12,2 °C et le cumul annuel moyen de précipitations est de 720,4 mm,. Pour l'avenir, les paramètres climatiques de la commune estimés pour 2050 selon différents scénarios d'émission de gaz à effet de serre sont consultables sur un site dédié publié par Météo-France en novembre 2022.

### Transports
La voie express RN 24 allant de Rennes à Lorient traverse la partie nord de la commune.
Bréal est desservi par l'échangeur des Quatre Routes via la D 62 (qui va aussi vers Talensac). Une zone d'activités économiques s'est développée aux alentours de cet échangeur.
La D 36 vient de Bruz, traverse le bourg et va côté ouest vers Saint-Thurial.

### Paysages et habitat
La commune présentait traditionnellement un paysage agraire de bocage avec un habitat rural dispersé en de nombreux écarts formés de hameaux ("villages") et fermes isolées ; le bourg était de modeste dimension. Le paysage agraire a été considérablement modifié par le remembrement survenu dans la décennie 1970.
La proximité de l'agglomération rennaise et la présence de la RN 24 et de son échangeur des Quatre Routes ont entraîné un fort développement du bourg, avec la création de nombreux lotissements à la périphérie du bourg traditionnel et la création de nombreuses activités économiques entre le bourg et l'échangeur précité (le long de la D 36) et aux alentours de cet échangeur.

## Urbanisme

### Typologie
Au 1er janvier 2024, Bréal-sous-Montfort est catégorisée petite ville, selon la nouvelle grille communale de densité à sept niveaux définie par l'Insee en 2022.
Elle appartient à l'unité urbaine de Bréal-sous-Montfort, une unité urbaine monocommunale constituant une ville isolée,. Par ailleurs la commune fait partie de l'aire d'attraction de Rennes, dont elle est une commune de la couronne,. Cette aire, qui regroupe 183 communes, est catégorisée dans les aires de 700 000 habitants ou plus (hors Paris),.

### Occupation des sols

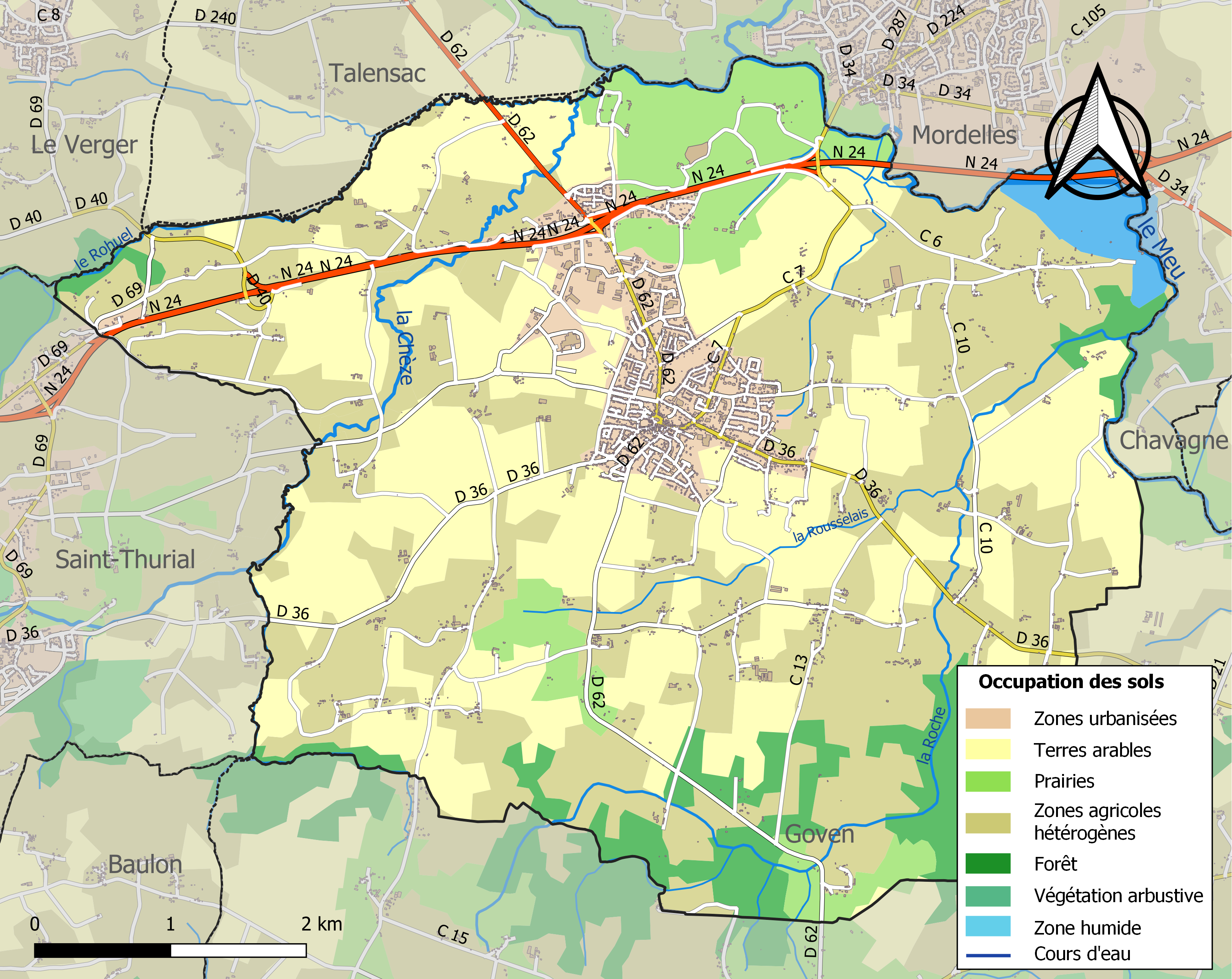
Carte des infrastructures et de l'occupation des sols de la commune en 2018 (CLC).

L'occupation des sols de la commune, telle qu'elle ressort de la base de données européenne d’occupation biophysique des sols Corine Land Cover (CLC), est marquée par l'importance des territoires agricoles (84 % en 2018), en diminution par rapport à 1990 (86,6 %). La répartition détaillée en 2018 est la suivante : zones agricoles hétérogènes (41,7 %), terres arables (34,3 %), prairies (8 %), forêts (7,4 %), zones urbanisées (4,3 %), zones industrielles ou commerciales et réseaux de communication (2,6 %), eaux continentales (1,7 %).

## Toponymie

### Attestations anciennes

#### Moyen Âge
Les premières occurrences de Bréal apparaissent dans des actes de la fin du XIIe siècle et du début du XIIIe siècle. Elles sont présentées par l’abbé Guillotin de Corson dans Le Pouillé historique de l’archevêché de Rennes. Ainsi, [ecclesiam de] Breal, apparaît dans une liste d’églises données par l’archevêque de Saint-Malo Jean de la Grille/de Châtillon dans une bulle du pape Eugène III de 1152, et dans la charte de fondation du chapitre en 1157. En 1164, le pape Alexandre III confirme aux religieuses de Saint-Georges de Rennes un droit de dîmes [decimam in parrochia de] Breal. En 1202, elle devaient cependant renoncer aux bénéfices [in ecclesia Sancti Maclovii de] Breial. En 1270 et en 1319, il est encore question de l’[ecclesiam] de Breal,, et de [Parouësse de] Brehal en 1541.
Le nom de Bréal paraît déjà fixé au Moyen Âge, les formes tardives Breial et Brehal étant relevées respectivement en 1202 et 1541. En revanche, ce n'est pas le cas pour celui de certaines paroisses voisines comme en témoigne l'index à la fin de l'ouvrage de Paul de La Bigne Villeneuve. Quelques exemples : Gouen pour Goven ; Sancti Turiavi/Saint Turiaff pour Saint-Thurial ; Talencac pour Talensac ; Mauricella/Morzellae/Morzella pour Mordelles ; Cavana/Cavina/Chavaiges pour Chavagne ; Breuz/Breud/Brud pour Bruz ; etc..

#### XIXesiècle
Avec la Révolution française Bréal devient une commune dotée d'une municipalité et au même moment chef-lieu du canton éponyme et le reste jusqu'à l'an X (1801/1802). Ce canton appartenait un temps au district de Montfort créé en 1790, et supprimé en 1795. Bréal entre ensuite dans le canton de Plélan-le-Grand regroupé en 1801 avec 4 autres cantons (Bécherel, Saint-Méen, Montfort, Montauban) dans l'arrondissement communal de Montfort, supprimé en 1926. Depuis 2014, Bréal-sous-Montfort fait partie du canton du Rheu.
Bréal devient Bréal-sous-Montfort par usage sous le Second Empire. Le nouveau nom apparaît dans certains actes administratifs dès 1863, quand, par un décret impérial, M. [Joseph] Perret est nommé maire de Bréal-sous-Montfort, ou en 1868 à la suite d'une délibération du Conseil général d'Ille-et-Vilaine attribuant les moyens financiers pour l'amélioration des routes. Le journal "Le Messager du Midi" de Montpellier emploie le nouveau nom en 1865 dans un article au sujet de la nomination d'un nouvel instituteur communal à Bréal-sous-Montfort. Le Conseil municipal, au lieu de maintenir un instituteur dans l'enseignement laïque avait opté pour l'enseignement congréganiste, alors qu'il a tout au plus le droit d'émettre un avis.
Mais l'emploi semble encore instable, car d'après un petit ouvrage de 1878 consacré à la géographie du département d'Ille-et-Vilaine, le nom de la commune apparaît encore sans son déterminant (même sur la carte), ou bien comme Bréal-sous-Mordelles (Mordelles étant le chef-lieu du canton éponyme). Peut-être s'agit-il d'une confusion avec le fait que Bréal relevait du bureau postal de Mordelles. En 1888, Amédée Guillotin de Corson écrit encore Bréal-près-Montfort. Dans les registres des décès de la commune consultables aux Archives départementales, un sceau contenant le nom de Bréal-sous-Montfort est utilisé pour la première fois en 1856, à partir de 1861, le maire atteste ce registre dans sa fonction d'officier d'état-civil en tant que "maire de Bréal-sous-Montfort", mais c'est seulement en 1889, sous la IIIe République, que le nom complet devient usuel dans les actes de décès mêmes.

### Étymologie
D'après Albert Dauzat, et à sa suite Hervé Abalain, le toponyme Bréal représente la fixation d'un nom commun qui est une forme régionale équivalente au vieux français breuil, mot issu du gaulois brogilo (latinisé en brogilum) et qui signifie « petit bois entouré d'une haie ou d'un mur »,. Le premier émet cependant des réserves par rapport à cette explication. François de Beaurepaire rapproche les deux Bréal bretons de Bréhal (Manche, Brehelio vers 1100, Brehal vers 1175) et de Bréel (Orne, Brael vers 1335) et met en évidence le caractère insolite de la finale -al que l'on retrouve principalement en Bretagne, notamment en Ille-et-Vilaine, avec les Noyal, Croyal, Sougeal, Vergéal et dans l'Orne Céral, pour laquelle il propose deux interprétations : soit un suffixe prélatin -allum, soit l'appellatif gallo-romain ialum qui normalement a donné les terminaisons -eil / -euil dans le domaine d'oïl, comprendre celtique continental (gaulois) *ialon « lieu défriché, clairière → village », semblable au gallois ial, tir ial « clairière, espace découvert ».

### Langues régionales
En gallo, Bréal se dit Beria retranscrit B·ria [br̩ja] en graphie MOGA le site Chubri, qui s'appuie sur des sources écrites trouvées à Bréal. Une publication de 2003 de l'association Maézoe-Tenaunt Heveziken, qui oeuvre pour la promotion de l'ensemble des parlers régionaux de Bretagne, avec des listes trilingues français, gallo, breton propose la forme écrite Beréau pour les deux Bréal, ainsi que la forme bretonne Breal-Goven (Brewal pour Bréal-sous-Vitré). L'ouvrage ne fournit pas de justifications pour ces choix.
La forme bretonne proposée depuis 1998 par la Commission de toponymie de l'Institut culturel de Bretagne (Servij ar Brezhoneg Skol-Uhel ar Vro. Ar Greizenn-enklask war Anvioù-lec’h), puis par l'Office public de la langue bretonne et par Géobreizh est Breal-Moñforzh,. Ces organismes ne proposent cependant pas d’éventuelles attestations anciennes ou une étymologie pour de cette variante,. Dans la publication de Maézoe-Tenaunt Heveziken la version bretonne de Montfort-sur-Meu est Breal-Newez ("Nouveau Bréal"). Dans les dictionnaires consacrés aux toponymes bretons, Breal n'apparait pas en tant que toponyme d'une commune actuelle ou disparue,,. Albert Deshayes, cite Breal comme nom d'un saint attesté en 1677 à Cléden-Cap-Sizun dans le nom d'un lieu-dit Lanvreal, probablement dans Men-Brial à Douarnenez et dans Convenant-Bréal à Camlez. Breal a pu évoluer selon l'auteur du nom Brechuualt attesté en 843. Celui-ci apparaît avec cette date dans le Cartulaire de Redon.

## Histoire

### Préhistoire
Pour la période du néolithique, une concentration d'indices d'occupation a été constatée dans le secteur entre Campel et Maxent peut-être jusqu'à Bréal-sous-Montfort. C'est ce que semble être indiqué par une étude géologique citant un inventaire de découvertes anciennes. Cependant, les menhirs les plus proches de Bréal ont été trouvés à Campel et à Maxent, ou encore au confluent de la Seiche et de la Vilaine en Bruz, à Laillé, à Bourg-des-Comptes.
Plusieurs dépôts de l’Âge de Bronze ont été découverts dans la région dont un à Bréal-sous-Montfort.

### Antiquité gauloise et gallo-romaine

#### Des vestiges d'habitats gallo-romains
La présence de vestiges gaulois dès les IIe et Ier siècles av. J.-C., ainsi que gallo-romains du IIIe siècle sur le territoire de Bréal-sous-Montfort est connue depuis le milieu du XIXe siècle et confirmée par des prospections au sol à partir des années 1970 à 1980. À cela s’ajoutent des prospections aériennes des années 1990 qui ont "révélé de nombreux enclos [des époques gauloise et gallo-romaine] à fossés comblés […]" dans le secteur de Bréal-sous-Montfort. "Ces fermes, à l’origine ceinturées par des réseaux de clôtures comprenant des fossés, des talus et des palissades, renfermaient des bâtiments de petites dimensions, construits avec des matériaux périssables (bois, pisé, torchis)." Ce type d'habitat semble avoir été caractéristique pour l'ensemble de l'Armorique et même de la Gaule à la fin de l'âge du fer donc jusqu'à la conquête romaine.
Sur le territoire de la commune, plusieurs sites gallo-romains ont été repérés, dont le plus important est celui de la Bouëxière, où un fanum a été identifié. La présence éventuelle d'un second fanum pourrait indiquer l'occupation de ce site entre l'âge du fer et l'époque gallo-romaine[pas clair]. Des fouilles y ont été entreprises la première fois en 1848, avec la découverte d'une monnaie à l’effigie de l’empereur romain Probus (232-282). En 1991, des fouilles sont effectuées par une équipe de l'association CERAPAR (Centre de Recherches archéologiques du Pays de Rennes) dirigée par un archéologue professionnel, à la demande de la DRAC. Un mur a été dégagé portant des enduits peints aux couleurs vives (rouge, vert et noir). Ce site est classé Monument historique par le Ministère de la Culture. De nombreux autres vestiges témoignant de cette présence ont été trouvés sur les différents sites : tegulae, briques, enduits peints, céramiques, blocs de mortier de chaux mêlés à des coquilles d’huîtres, un four de tuilier, du raté de cuisson.
Une nouvelle prospection inventaire a été réalisée en 1998 dans le bassin de Rennes. La découverte la plus importante en était le site des Janiaux, car il s'agit d'un "site gallo-romain très étendu. La présence de nombreux fragments de tubuli et de moellons laissent soupçonner la présence d’une villa".

#### Une voie romaine à Bréal?
Selon Paul Banéat, l’un des deux tracés possibles de la voie romaine reliant Condate Riedonum (Rennes) à Darioritum (Vannes) suivait l'ancienne route de Rennes à Lorient via les Landes d'Apigné, Mordelles en passant à proximité du lieu de la Bouëxière en Bréal sous le nom de "Chemin pavé". Elle poursuivait selon la proposition de Paul Banéat vers un lieu du même nom, la Boissière en Monterfil. Ces toponymes d'origine gallo-romaine (les Romains plantaient beaucoup de buis autour de leurs demeures qui, abandonnées plus tard, devinrent des bois appelés Buxeria) et celui du chemin ainsi que des vestiges romains trouvés à ces endroits sont les preuves pour l'auteur que sa proposition est plausible,,. À Goven passe un autre tracé proposé sous le nom de "Chemin ferré" (pavé ou revêtus de cailloux) qui continue ensuite vers Guer. Quelques tronçons de cette voie ne sont cependant reconnus que dans les communes de Goven et de Bovel.

#### La situation administrative dans l'Empire romain
Après la victoire romaine à la suite de la bataille du Morbihan en 56 av. J.-C., suivi de la victoire lors du siège d'Alésia en 52 av. J.-C., l'empereur Auguste entreprenait la réorganisation administrative du territoire de la Gaule chevelue lors du conventus de Narbonne en 27 av. J.-C, où elle est divisée en trois provinces, dont la Gaule lyonnaise comprenant l'Ouest armoricain, en gros l'actuelle Bretagne. Cinq cités (civitas) administratives y ont été établies en respectant à peu près les limites des anciens territoires des différents peuples gaulois, dont la cité des Coriosolites. La frontière orientale de cette cité, jouxtant la cité des Riedones à l’Ouest, s’établissait probablement en partant du Nord de la baie du Mont-saint-Michel (Saint-Benoît-des-Ondes) au Sud jusqu’à Redon en suivant les cours d’eau du Biez-Jean, du Linon, de la Rance, du Garun, du Meu puis de la Vilaine. Le territoire de Bréal-sous-Montfort se trouvant au sud-ouest du Meu faisait probablement partie de cette cité des Coriosolites.

### Moyen Âge
L’apparition de Bréal dans les documents historiques est liée à l’histoire religieuse et féodale de la Bretagne. Le christianisme se diffusa à partir du IIIe siècle dans la péninsule armoricaine et les structures ecclésiastiques s’y affirmaient au cours du Haut Moyen Âge avec l’apparition progressive des diocèses, dont celui d’Alet/Saint-Malo. L’organisation féodale s’est mise en place progressivement lors de la dislocation de l’empire franc et de l’affaiblissement de la royauté en Francie occidentale.

#### La paroisse et l'église
Dans un ouvrage de 1986, Erwann Vallerie a développé l’hypothèse selon laquelle Bréal était issu du démembrement d’une paroisse tout aussi hypothétique de Goven, très vaste et devenue trop peuplée, au cours de la période allant du  VIe au XIIe siècle av. J.-C.. L'auteur a repris et prolongé des travaux de l’historien René Largillière et de l’historien de l’art René Couffon. Le territoire de cette paroisse primitive aurait également inclus ceux de Saint-Thurial, de Baulon et éventuellement celui de Guichen. Les paroisses démembrées seraient reconnaissables par leurs limites calquées sur des obstacles naturels (rivières, forêts, relief…) contrairement aux plus récentes découpées à l’emporte-pièce. Anne Lunven, se montre sceptique envers cette approche défendue aussi par André Chédeville, dans la mesure où l’apparition d’églises paroissiales avant le XIe siècle se laisse difficilement appréhender, et que les paroisses au sens actuel, avec un territoire restreint et regroupé autour de l’église et de son cimetière naissent dans le diocèse de Saint-Malo seulement entre les XIe et XIIIe siècles av. J.-C.
D’après l’historien du XIXe siècle, Arthur Le Moyne de La Borderie, une église placée sous le patronage de saint Martin a existé à Bréal avant le XIIe siècle. L’église est placée « sous l’invocation de saint Martin ». Cependant, d’après une carte plus récente, représentant « Les églises paroissiales » des diocèses de Saint-Malo, de Rennes et de Dol autour vers le IXe siècle, celle de Bréal apparait sous le vocable d’un saint celtique, saint Malo au plus tard en 1202, alors que les églises de Goven, Lassy et Guichen, également citées par La Borderie, étaient dédiées à saint Martin,,,.
Au début du XIe siècle, presque toutes les églises sont possédées par des laïcs, c'est-à-dire des comtes et châtelains, pour qui elles représentaient une importante source de revenus. À la fin de ce siècle et au début du suivant, un mouvement de restitution des églises s'entamait et se renforçait. Afin de faire son salut, mais aussi pour recevoir des contreparties, les laïcs ont fait don de leurs églises principalement aux abbayes qui avaient une meilleure réputation quant à leurs vertus chrétiennes que les évêques et les clercs en général. Ceux-ci étaient peu respectueux des règles de la discipline ecclésiastique, accusés de simonie et de nicolaïsme jusqu'à ce que la réforme grégorienne de la fin du XIe siècle cherchait à mettre un terme à ces dérives. Les religieuses de Saint-Georges de Rennes disposaient en effet d'un droit de dîme dans la paroisse de Bréal et des droits plus incertains sur l'église même. Alors qu'elles réussirent à conserver les dîmes en 1154, elles échouèrent sur la question de l'église en 1202. Dans la seconde moitié du XIIe siècle, les évêques renforçaient leur emprise sur les églises paroissiales, comme l'évêque de Saint-Malo, Jean de la Grille/de Châtillon. En 1152, lors du transfert du siège de l'évêché d'Alet à l'île de Saint-Malo, il donnait l'église de Bréal avec une trentaine d'autres au nouveau chapitre de la cathédrale de Saint-Malo, alors que le pape Eugène III lui avait demandé en 1146 de poster des chanoines à la place des moines de Marmoutier. Ce don de la ecclesiam de Breal a été confirmé par le pape Adrien IV en 1157. Un certain nombre de ces églises données faisaient partie des biens que cet évêque avait confisqués auparavant à l’abbaye de Marmoutier fondée par saint Martin et qui avait un nombre significatif de possessions dans le diocèse d’Alet,.
Dès l'an 1202, l'église est dédiée à saint Malo. Il est possible que la (nouvelle) dédicace à ce premier évêque d'Alet - légendaire - est liée à une possible entreprise de "borner" le territoire de l'évêché, qui se voit en concurrence avec les évêchés voisins. Un certain nombre d'églises, souvent aux confins du diocèse, furent ainsi dédiées au saint évêque légendaire. En effet, Jean de la Grille/de Châtillon est également le rédacteur probable d'une hagiographie de saint Malo.
En 1319, au moment de la sécularisation du chapitre de Saint-Malo et l'installation de vicariats perpétuels, quand il s’agissait d’évaluer des revenus provenant de Bréal, la paroisse se révélait plutôt pauvre, car sa cure ne rapportait que 66 livres tournois, alors que la moyenne dans le diocèse était 100 livres, et les plus riches généraient 200 livres tournois. Au cours du XVIe siècle, les chanoines de Saint-Malo perdirent leurs derniers droits à Bréal, car l’évêque y nommait un recteur avec qui il partageait les dîmes (2/3 pour l’évêque). En 1330, l'évêché de Saint-Malo fut divisé en huit doyennés, dont celui de Lohéac. Il paraît que le siège de la châtellenie de la seigneurie de Lohéac s'est imposée comme chef-lieu du nouveau doyenné, comme c'était le cas pour les 7 autres, elle est délimitée au sud par le ruisseau du Combs, au Nord par celui de la Chèze.

#### Bréal dans la seigneurie de Lohéac
Avant Xe siècle le territoire du futur Bréal faisait partie d'un vaste pagus trans silvam (pays au-delà de la forêt) le Poutrocoët (Poetutrécoët) qui s'étendait entre Montfort-sur-Meu, Guichen et Rostrenen. Dans l'ensemble relativement "désert", la partie orientale de ce pays était encore peu peuplée. On y signale pour le VIe siècle la présence de monastères à Saint-Méen et à Penpont (Paimpont), pour le  IXe siècle l'existence de résidences des rois Erispoë et Salomon à Talensac, Plélan, etc. Au Xe siècle, avec la montée en puissance des ducs de Rennes, le Poutrocoët entre dans la dépendance du duc, trois grandes seigneuries sont alors crées dans la partie orientale, dont celle de Lohéac,. Une seigneurie de Lohéac a peut-être existé depuis au moins 1008, comprenant « dans l’origine » outre celle de Lohéac, les futures seigneuries de Maure et de Bréal. La seigneurie primitive, qui avait le statut d’une châtellenie, se situait entre les possessions directes du duc de Bretagne dans le comté de Rennes et à Ploërmel. Le seigneur de Lohéac, Judicaël, la divisa vers 1121, en en séparant la partie méridionale comprenant Redon, qui devenait la seigneurie de Guéguen,. En 1230, le seigneur de Lohéac établit une chapelle à Trécouët en Plélan-le-Grand, auprès de sa résidence.

##### Une seigneurie bréalaise

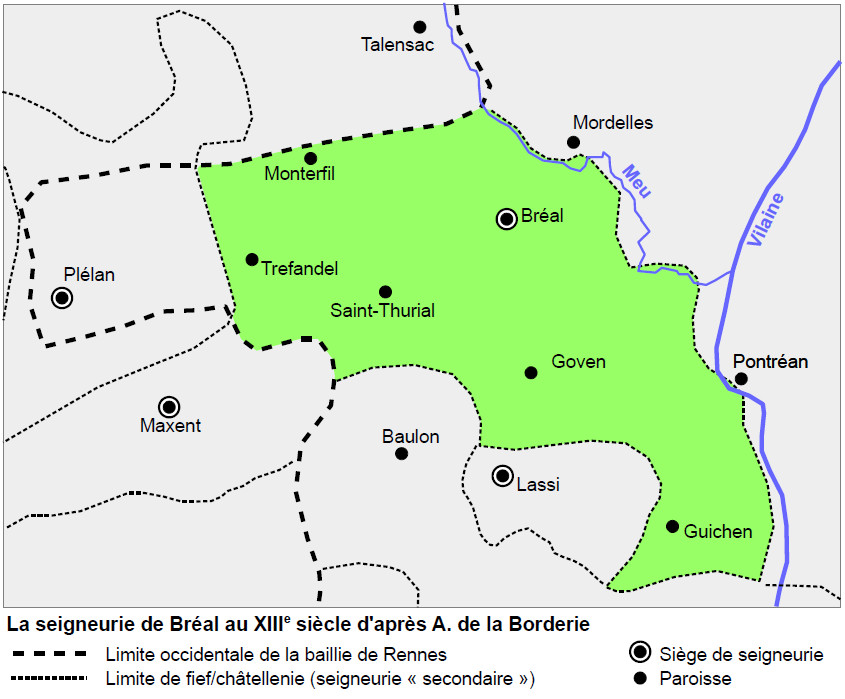
Cette carte a été établie d'après Arthur Le Moyne de la Borderie, Essai sur la géographie féodale de la Bretagne, avec la carte des fiefs et seigneuries de cette province. A. de la Borderie s'appuie sur le Livre des Ostz (1294).

Au lieu-dit d'Etignac, une motte castrale a été identifiée. Elle se situe à un endroit élevé à environ 1 km au sud du Meu. De manière générale, ces mottes, artificielles ou naturelles, ont été employées depuis la fin du Xe siècle en Bretagne, jusqu’au début du XIIIe siècle ; au cours du XIIe siècle elles ont été remplacées dans certains cas par un château en pierre. En Bretagne, on en connaît pour cette époque ceux de Châteauneuf-d’Ille-et-Vilaine et de Vitré. Dans le Nord-Ouest de la France, dont la Bretagne, les manoirs à mottes constituaient généralement l’habitat d’un chevalier. Selon la « tradition », il y avait un château à Bréal où logea le duc Jean III en 1315. Cependant il n'en existe aucune trace écrite désignant son éventuel emplacement, ni aucun vestige.
Sur une carte figurant dans le 2e volume de l'« Histoire de Bretagne » de la Borderie, censée représenter la situation dans le Poutrocoët aux IXe et Xe siècles, Bréal n'apparaît pas. Le Cartulaire de Saint-Georges mentionne cependant l'existence en 1028/1030 de la villa Silva (la Forêt) dépendant de la paroisse de Mordelles. Cette terre appartiendra plus tard à Bréal, un manoir s'y trouvait au début du XVe siècle, avant que le château de la Haute-Forêt y a été érigée au XIXe siècle.
Un château et une seigneurie assez importants pour porter le titre d'une châtellenie ont peut-être existé à Bréal au Moyen Âge. On ignore cependant qui en était le seigneur. Cette seigneurie était peut-être le résultat d'un démembrement de celle de Lohéac, dont on ne connaît cependant pas les circonstances ni la date.
Le « Livre des Ostz » (Voir : Ost), mentionne une seigneurie de Bréal au XIIIe siècle. En effet, à ce moment-là, dans les prémices de la guerre de Cent Ans, le duc Jean de Bretagne, alors allié du roi d’Angleterre, avant qu'il ne change de parti trois ans plus tard, doit compter ses troupes lors d'une « montre » qui avait lieu à Ploërmel au mois d'août 1294. Le seigneur de Lohéac doit fournir 3 chevaliers, dont le seigneur de Bréal. Bréal est alors doté d’un château et possède cinq ou six paroisses (avec le château de Bréal). Selon la « Carte féodale de la Province de Bretagne » du 3e volume de l’« Histoire » de La Borderie, la seigneurie de Bréal englobe aux XIIIe et XIVe siècles, les villages de Treffendel, Monterfil, Goven, Guichen et Saint-Thurial. La seigneurie de Bréal n'appartenait pas au domaine ducal, n'était donc pas une possession du duc, mais elle dépendait du duc par des liens de vassalité.
La famille de Lohéac se fond à un moment donné en celle de Montfort, devenue celle de Laval en 1406. Les premiers seigneurs de Bréal connus des sources, apparaissent à la fin du Moyen Âge, avec Guy XIII de Laval, seigneur de Lohéac, qui donna la jouissance de la seigneurie à son fils André, maréchal de Lohéac. Dans un acte établi au château de Comper et daté de 1467, le comte de Laval exigeait un certain nombre de corvées et de redevances de la part des communiers de la paroisse de Plélan en échange du droit de faire paître leurs bêtes et de prendre du bois mort dans la « forest de Brécilien » ainsi que pour la réparation d'un moulin et de la cohue situés à Bréal. Le payement devait être apporté à Lohéac. André qui bénéficiait de la jouissance des terres de Bréal jusqu'à sa mort en 1486 épousa Marie de Laval, dame de Retz. La lignée des Laval se poursuivait ensuite jusqu'à la vente de la seigneurie en 1627,.

##### La justice au bas Moyen Âge à Bréal
Après son retour de son exile anglais vers la fin de la Guerre de Succession, puis la signature du Second Traité de Guérande en 1381, Jean IV revendiquait un duché de Bretagne indépendant du royaume de France, ce qui entrainait la centralisation politique incluant le renforcement des institutions de l’État, notamment du conseil ducal. Dans ce contexte, le seigneur bréalais Guillaume Lévesque (selon les sources : Lévêque, L’Evêque, L'Evesque), fut nommé juge universel de Bretagne. À ce titre, il était un des grands officiers du conseil, aux côtés du président des comptes, du chancelier, des sénéchaux, etc., qui était l'organe supérieur de gouvernement, à l'instar du conseil du roi de France. Sa femme était Jeanne de Montfort-la-Canne (actuellement Montfort-sur-Meu), leur fils, nommé Mahé l’Evêque, fut chambellan du duc Jean V, en 1429,. La puissance de cette famille se manifeste à l'église paroissiale de Bréal, où leurs armes en alliance sont visibles à l’entrée de la chapelle seigneuriale. Doté d'une richesse assez importante, ils avaient fait des dons réguliers pour la restauration du prieuré (voir infra).
La famille occupait de 1380 à 1427, le manoir Ossac (ou Hossac), et de 1388 à 1427 cette famille était également propriétaire du manoir du Molant. D'après Jean Ogée, repris par Paul Banéat, ces deux terres de la famille Levesque étaient dotées de la haute justice aux XIVe et XVe siècles. Celle -ci était compétente pour les cas les plus importants (crimes, justice des vassaux…) et pouvait prononcer la peine de mort. En effet, une justice dépendant de la couronne ducale a été mise en place depuis le XIIe siècle. La seigneurie Bréal était située dans la baillie de Rennes, mais ses terres n'appartenaient pas au domaine ducal. Ses juridictions de base étaient donc constituées par des barres seigneuriales, laïques et non ecclésiastiques dans le cas de Bréal, dont les titulaires étaient les seigneuries banales, compétentes, selon le cas de la haute, moyenne ou basse justice. Il paraît qu'il en comptaient plusieurs milliers en Bretagne.
L'exercice de la basse justice est attestée pour le Val en 1380 Val par le seigneur du même nom, époux de Catherine de Dinan. Cette famille possédait également le manoir des Hautes-Barres, près de l’actuelle route de Saint-Thurial, où ils percevaient les droits seigneuriaux d’entrée au village. Les terres de la Folie, appartenant à la famille de Cancouët en 1427 et à la suite d'un mariage aux de Saint-Brieuc, la possédaient également. Il est possible, malgré l'absence d'une attestation dans les sources, que les petites terres nobles dans leur ensemble fussent des juridictions de la basse justice, car les audiences se tenaient en plain air, sous un chêne ou un orme, et elle n'était donc pas très onéreuse. Ces petites terres étant souvent issues de partages successives ont gardé avec leur pouvoir banal le droit de justice. Une "moyenne" justice n'est pas encore connue de la "Très ancienne Coutume" appliquée avant le XVIe siècle.

##### Une trentaine de manoirs nobles
La famille Lévesque, était propriétaire de plusieurs manoirs. Ceux d'Ossac, puis du Molant, mais également du manoir du Pont (des Auniers, aujourd’hui Pont-Breton) et celui de Treffieuc (aujourd’hui Treffieux). "Molant" signifiait « terre humide » selon Paul Banéat. Le manoir avait été construit sur un point relativement élevé, entouré des terres basses des rives du Meu et de son affluent le ruisseau de la Roche. L’emplacement de ce manoir avait peut-être un intérêt stratégique, se trouvant près d’une voie de transport fluvial, le Meu, qui fournissait aussi de l’eau (avec son affluent Ruisseau de la Roche), de la nourriture ou encore de l’énergie pour un moulin. Un vivier y avait été creusé au XIVe siècle à une vingtaine de mètres du manoir. À deux ou trois km de ce lieu, une route royale passait au moins au milieu du XVIIe siècle,, ces routes retraçant souvent les voies antiques, il est possible qu’une route importante y existait déjà à cet endroit à ce moment-là. À une centaine de mètres du manoir de Guillaume Levesque, un nouveau logis d'une cinquante mètres de long a été édifié au XVe ou XVIe siècle. Il a disparu à l'occasion de la construction du château du XVIIIe siècle de la famille de Boberil. D'après Potier de Courcy, Guillaume Lévesque était également seigneur de la Silandais (Sellaudais) en Chavagne (Chavaigne). Cette terre est occupée à la fin du XVe siècle par un Vincent l'Evêque, prêtre, et recteur du Sel.
Pour le XVe siècle et le début du XVIe siècle, 28 manoirs et un hôtel ont été identifiés en 1927 par Paul Banéat (la plupart étaient déjà tombées en ruines au troisième quart du XVIIIe siècle selon le dictionnaire de Jean Ogée, il en reste 13 environ actuellement). Cela montre un fort encadrement de la campagne bréalaise par des familles nobles mais est aussi un indice d’une richesse relative au XVe siècle. À la même époque, la densité de population était de 6 à 8 chefs de famille/km². Pour ces deux indications, Bréal participe à la dynamique exercée par Rennes où se concentrent la population et les familles nobles.

#### Le prieuré de la Magdelaine
Sur la place de la Madeleine, signalée par le calvaire érigé en 1859, aujourd’hui un parking entouré d’immeubles et de maisons abritant habitations et commerces, se dressait jusqu’à la fin du XIXe siècle le bâtiment du prieuré de la Madeleine. Probablement il s’agissait une ancienne caquinerie ou léproserie,, ce qui pouvait représenter au XIIe siècle un petit hameau doté d’un puits, d’une chapelle et d’un cimetière ou les habitants malades vivaient séparés du reste de la population. En tant que « pauvres du Christ » à l’image de Lazare (d’où ladrerie, maladrerie), ils étaient assimilés à des religieux et regroupés à partir du XIe siècle dans des communautés doublement mixtes hommes/femmes, malades/valides. Avec la réapparition de la peste et de la guerre aux XIVe et XVe siècles, ils furent cependant mis à l’écart, ce qui semble avoir été le cas à Bréal.
Ces hameaux des lépreux étaient souvent placés sous le patronage de la sainte Marie-Madeleine, une des disciples de Jésus selon le Nouveau Testament. À partir du Xe ou XIe siècle, les fidèles étaient inhumés près de l’église, ce qui était le cas à Bréal dont le cimetière se situait au sud de l'église, mais on en excluait les lépreux.
Selon une affirmation non-attestée, le prieuré de la Madeleine pourrait avoir été fondé en 1238, peut-être aurait-elle existé même avant la construction de l'abbaye de Paimpont en 1199,, mais c’est seulement en 1382 qu’une charte de Jocelin, évêque de Saint-Malo, prouve son existence. A ce type de bâtiment religieux on ne donnait jamais le nom de sainte. Le prieuré ayant été détruit lors de la guerre de Succession, dépendait alors de l’abbaye de Paimpont qui n’avait pas les moyens pour la reconstruire. Cette charge fut acceptée par le seigneur Guillaume Levesque de Molant et son épouse Jeanne de Montfort, qui donnèrent 20 sous par an qui se réservaient ainsi le droit d'être considérés comme les fondateurs de ce bénéfice. À cette époque il ne s’agissait peut-être plus d’une léproserie, car au prieuré, disposant désormais d’une chapelle, le cimetière fut transformé en jardin. Dans ce cas, la léproserie a été déplacée hors du bourg vers un endroit où se trouve l’actuelle rue de la Maladrie (au Nord de l’école publique), autre terme désignant une léproserie. Les Dominicains de Rennes au XVIIe siècle possédaient en effet les "champs de la Maladrye" au territoire d'une ferme au nom de "Chesne-Manier". Avant le XVIe siècle déjà, les lépreux étaient en effet inhumés en dehors des églises et des cimetières paroissiaux. Juxtant le lieu-dit La Chesnais (ou Chênaie, "lieu planté de chênes", toponyme qui est probablement une évolution de "Chesne-Manier"), à 250 m à l'Est de la place de la Madeleine se trouvait un lieu-dit Presbitère ou Presbytère, et se dresse encore de nos jours le bâtiment du Presbytère datant du XVI ou du XIIe siècle, qui héberge entre autres l'école de musique. Amedée Guillotin de Corson, explique que les biens des léproseries ou maladreries furent souvent donnés aux fabriques paroissiales, qui sont des établissements publics du culte catholique, après la disparition de la lèpre. Cela pourrait expliquer l'emplacement et peut-être aussi le "volume imposant" du bâtiment de l'ancien Presbytère.
Après avoir changé plusieurs fois de propriétaire religieux, l’état de la chapelle s’est manifestement dégradé, car en 1766, l’évêque de Saint-Malo en ordonna la restauration. À la suite de la Révolution française, le prieuré, comme les autres biens de l’Église, devint un bien national. Sécularisé, le bâtiment sert à la fin du XIXe siècle de lieu de décharge. Au XIXe siècle, on peut encore voir un bâtiment dégradé, en ruine dont le mur septentrional est ajouré de meurtrières romanes. Le chevet droit, avec sa fenêtre à meneaux trilobés date peut-être de la fin du XIVe siècle. Le prieuré était encore visible au début du XXe siècle avant sa destruction,.

### Époque moderne
Le 13 août 1532, François dauphin de France, fils de Claude de France et François Ier passèrent la nuit à Bréal. Le lendemain, il fut couronné duc de Bretagne à Rennes. Les armes de la commune de Bréal reprennent celles de François.
Probablement après l'Union du duché de Bretagne à la couronne de France en 1532 sous François Ier, la seigneurie de Bréal était qualifiée de "châtellenie". Le roi de France reconnaissait en fait aux Bretons de préserver leur justice et leurs juridictions et le droit de n'être justiciables que des tribunaux bretons et selon la "coutume de Bretagne", en fait l'Ancienne Coutume de Bretagne de 1539,.
Bréal avait la haute justice qui s'étendait sur six paroisses, Bréal, Baulon, Goven, Guichen, Saint-Thurial et Treffendel. Des maisons pour l'auditoire et la prison existaient donc dans le bourg même, ainsi qu'un gibet construit "à quatre piliers", donc 
avec des fourches patibulaires. On pouvait condamner à Bréal au "cep (ou sep) et collier". Ces éléments, en particulier les "cep (sep) et collier" sont attestés dans de nombreux endroits en Bretagne pour les XVIe au XVIIIe siècles. L'expression "cep et collier" utilisée en Bretagne semble désigner la condamnation au "carcan" (collier de fer par lequel on attachait un condamné au poteau d'exposition), dans le reste de la France. Ce poteau se dressait souvent à proximité de l'église ou du cimetière avec un autre pilier armorié aux armes de la juridiction.
Le manoir de la Humière-Chambellé disposait du droit de moyenne justice,. La source ne précise cependant pas la période. Ce justier pouvait, par exemple, condamner à la punition du "sep [cep] et collier" en vertu de sa compétence au criminel et d'une juridiction de police.

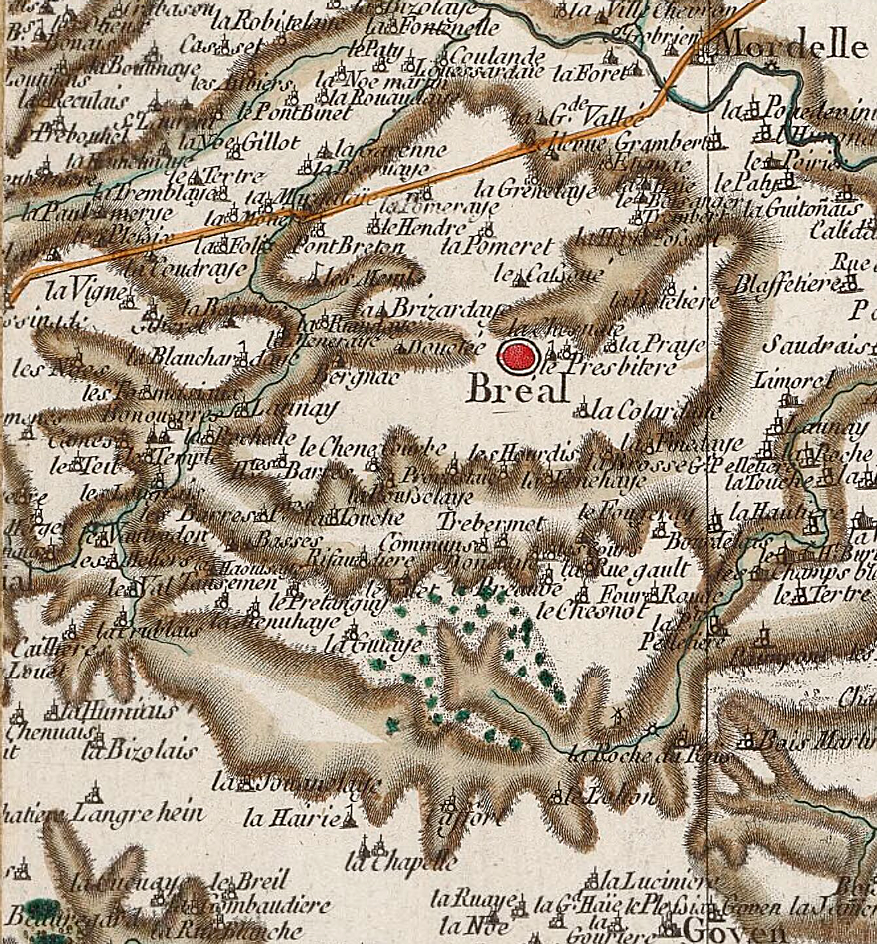
Carte de Cassini de la paroisse de Bréal [Bréal-sous-Montfort] et de ses environs (1785).

En 1724, la châtellenie de Bréal passe à la famille de la Bourdonnaye, seigneurs de Blossac. Le comte de Blossac exercerait la haute justice à Bréal, où il possédait à la fin du XVIIIe siècle le manoir de la Haye de Bréal pour la paroisse de Lassy.
Jean-Baptiste Ogée décrit ainsi Bréal en 1778 :

« Bréal ; sur une hauteur, à peu de distance de la route de Ploërmel à Rennes, et de la rivière de Men ou de Flusel ; à 14 lieues et demie au sud de Saint-Malo, son évêché ; à 3 lieues de Rennes, son ressort ; et à 3 lieues trois quarts de Plélan, sa subdélégation. Cette paroisse, dont la cure est à l'alternative, compte 2 000 communiants. Il y a marché tous les mercredis. On voit dans ce territoire quelques bonnes terres, beaucoup d'arbres dont on emploie les fruits à faire du cidre, quelques prairies, et des landes. »

### Révolution française
Le 1er avril 1789 le sénéchal de la baronnie de Bréal, Louis-Julien Fily du Perray, préside l'assemblée des paroissiens afin de rédiger le cahier de doléances dans la perspective des États généraux de 1789, mais les 26 paroissiens présents refusèrent le cahier présenté par le sénéchal et les paroissiens se réunirent à nouveau le 5 avril pour en rédiger un autre, inspiré de ceux de Bruz et d'Orgères (son contenu peut être consulté sur un site Internet).Deux députés (Joseph Duquererou et Joseph Rocour) furent élus pour représenter Bréal à l'assemblée du tiers-état de la sénéchaussée.

### LeXIXesiècle
A. Marteville et P. Varin, continuateurs d'Ogée, décrivent ainsi Bréal en 1843 :

« Bréal (ecclesia de Brealto, sous l'invocation de saint Martin) [faux, de saint Malo] : commune formée de l'ancienne paroisse de ce nom ; aujourd'hui cure de 2ème classe ; chef-lieu de perception.(..) Principaux villages : Coulande, Basse et Haute-Forêt, la Granelais, la Saudrais, le Moland, la Grafardière, le Coudray, la Touche-d'Ossac, le Tansement, Launay-Laporte, les Mesnils, Bellevue. Superficie totale 3 382 hectares 9 ares dont (..) terres labourables 2 110 ha, prés et pâturages 380 ha, bois 28 ha, vergers et jardins 35 ha, mares et canaux 5 ha, landes et incultes 617 ha (..). Moulins : 4 (de la Folie, de Cramoux, de Gravouix, de la Roche ; à eau) ; 1 usine. (..) La route royale n° 24, dite de Rennes à Lorient, traverse du nord-est au nord-ouest. Foires le 2 juillet, le 15 novembre ; le lendemain si ces jours sont fériés. Marché le mercredi. Géologie: schiste argileux : au nord schiste et argile des terrains tertiaires moyens ; au sud quartzite et schistes rouges. On parle le français [en fait le gallo]. »

### LeXXesiècle

#### La Belle Époque

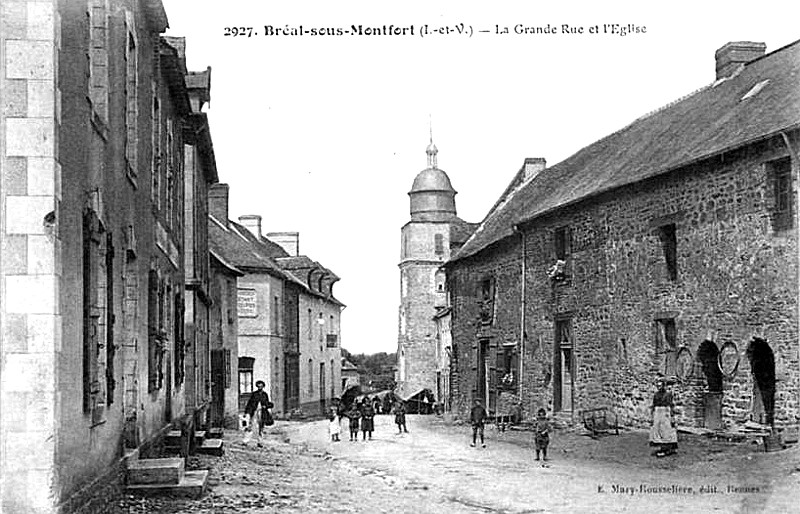
Bréal-sous-Monfort ː le bourg au début du XXe siècle (carte postale).
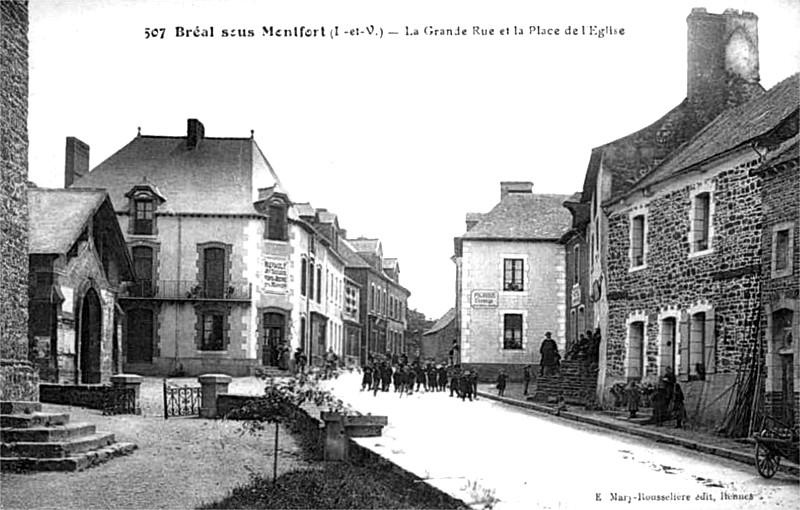
Bréal-sous-Monfort ː le bourg au début du XXe siècle (carte postale).
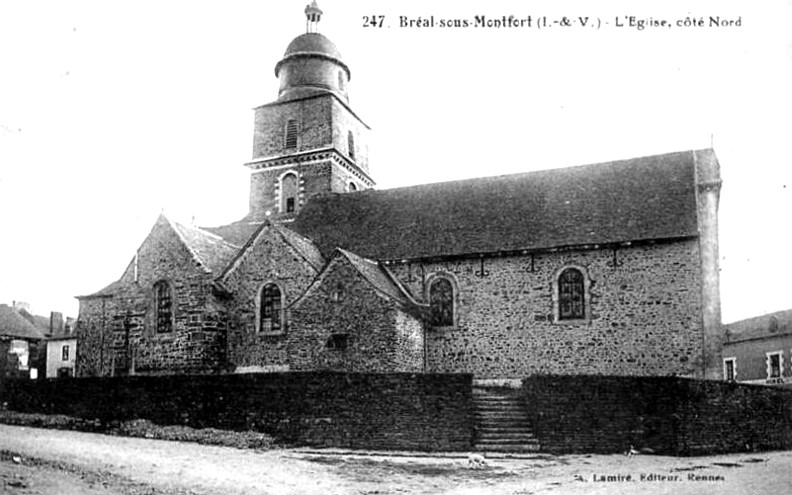
Bréal-sous-Montfort ː l'église paroissiale Saint-Malo au début du XXe siècle (carte postale).
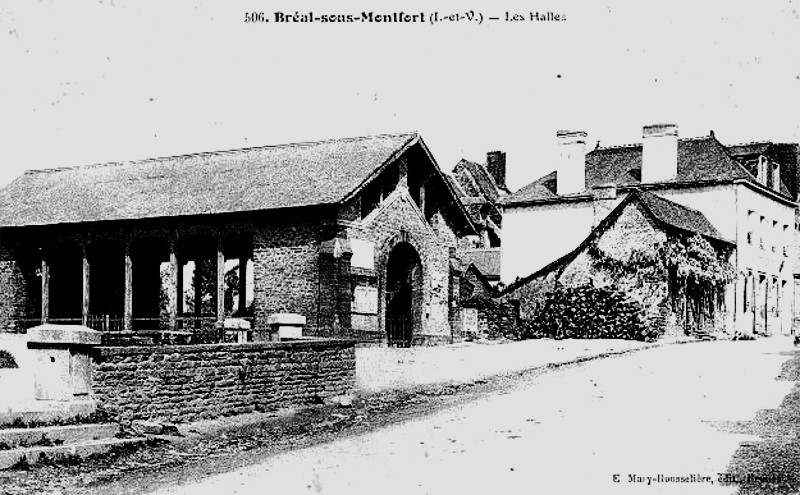
Bréal-sous-Montfort ː les halles au début du XXe siècle (carte postale).
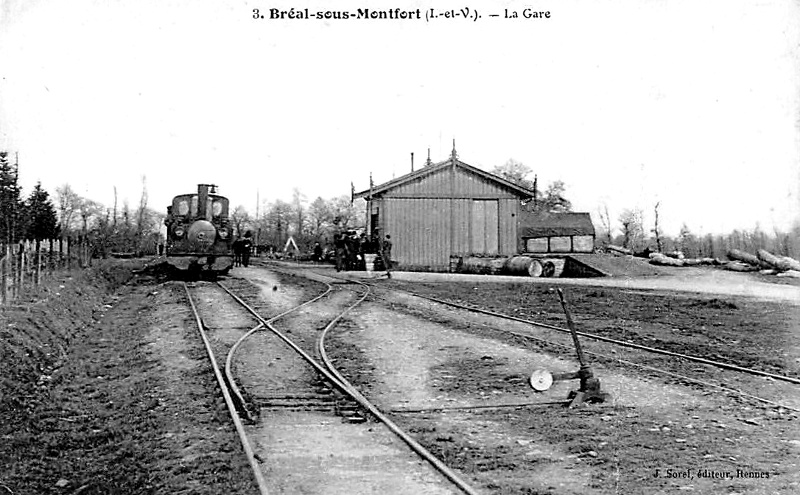
Bréal-sous-Montfort ː la gare du tramway (carte postale).

La ligne de tramway à voie métrique et voie unique de la Compagnie des tramways à vapeur d'Ille-et-Vilaine allant de Rennes à Plélan (inaugurée en 1898) et surnommée « le Tacot », est prolongée jusqu'à Guer via Paimpont-les-Forges et Beignon (mise en service le 6 juin 1913). Une gare existait à Bréal ; la ligne ferma le 31 août 1948.

#### La Première Guerre mondiale
Le monument aux morts de Bréal-sous-Montfort porte les noms de 98 soldats morts pour la France pendant la Première Guerre mondiale ; parmi eux 7 sont morts en Belgique, dont 1 dès le 21 août 1914 (Prosper Jan, Léon Lecocq, Auguste Roussel à Arsimont) et 5 le lendemain à Rossignol (Aimé Pélerin, Louis Pinel et Constant Thézé) et 1 à Ypres le 25 janvier 1915 (Henri Rolais) ; Joseph Berthelot est mort de maladie à Salonique (Grèce) le 3 novembre 1918; François Demeuré est mort de maladie en captivité en Allemagne le 30 décembre 1918, donc après l'armistice ; les autres sont morts sur le sol français, dont Baptiste Berthelot, Emmanuel Desbroise, Henri Favrais, Alexandre Jehannin, Félix Lecroc, tous les cinq décorés à la fois de la Médaille militaire et de la Croix de guerre et Eugène Godet de la Croix de guerre.

#### L'Entre-deux-guerres
Dans une France souffrant alors de dénatalité, Bréal-sous-Montfort, ainsi que la plupart des communes avoisinantes, conservait une forte natalité : en 1934 on enregistre dans la commune 45 naissances, 21 décès et 24 mariages.

#### La Seconde Guerre mondiale
Le monument aux morts de Bréal-sous-Montfort porte les noms de 7 personnes mortes pour la France pendant la Seconde Guerre mondiale ; parmi elles Eugène Bellot est un soldat mort au printemps 1940 lors de la Bataille de France ; Alfred Debleu et Édouard Durocher sont deux résistants morts en déportation en Autriche, le premier le 22 avril 1945 à Melk (après avoir été déporté via le train de Langeais aux camps de concentration de Natzweiler-Struthof, puis de Dachau), le second le 4 avril 1945 au camp de concentration de Mauthausen.
Une stèle commémore la mémoire d'un soldat américain, G. Russel Quinn, mort en combat aérien le 13 juin 1944 près du village du Cassoir et du Clos Couet .
La section FFI de Plélan-le-Grand fut fondée le  1er mars 1943 par le sous-lieutenant Bourhis en accord avec le lieutenant Duval. La section était constituée des groupes de Plélan, Maxent, Bréal, Treffendel, Saint-Malon, Iffendic et Mordelles.
La 12ème Compagnie du 3ème Bataillon F.F.I. d'Ille-et-Vilaine est constituée le 6 août 1944 sous les ordres du capitaine Jubin et installe ses quartiers au château de Monterfil et à Paimpont ( elle est baptisée Henri Moras, pour honorer cet homme abattu en service à l'entrée de Paimpont par un officier SS qui fuyait se cacher en forêt). Tous les groupes qui en sont membres avaient, avant cette date, déjà participé à des actions de sabotage et à des embuscades contre des convois allemands. Elle reçut comme mission le nettoyage de la présence allemande en forêt de Paimpont, en coopération avec l'armée américaine. Sur les 800 Allemands faits prisonniers en Forêt de Paimpont, environ 350 le furent par la 12e compagnie FFI et furent remis aux Américains ou convoyés au camp de prisonniers de Vezin-le-Coquet.

#### L'Après Seconde Guerre mondiale
Trois soldats (Paul Chapon, Alfred Gauthier et Yves Sellier) originaires de Bréal-sous-Montfort sont morts pour la France pendant la Guerre d'Algérie.

### Héraldique
| Blason | Blasonnement : Écartelé, au premier et au quatrième d’or à un dauphin d’azur, allumé et oreillé d’argent, au deuxième et au troisième d’hermine plain. |

## Politique et administration

### Liste des maires

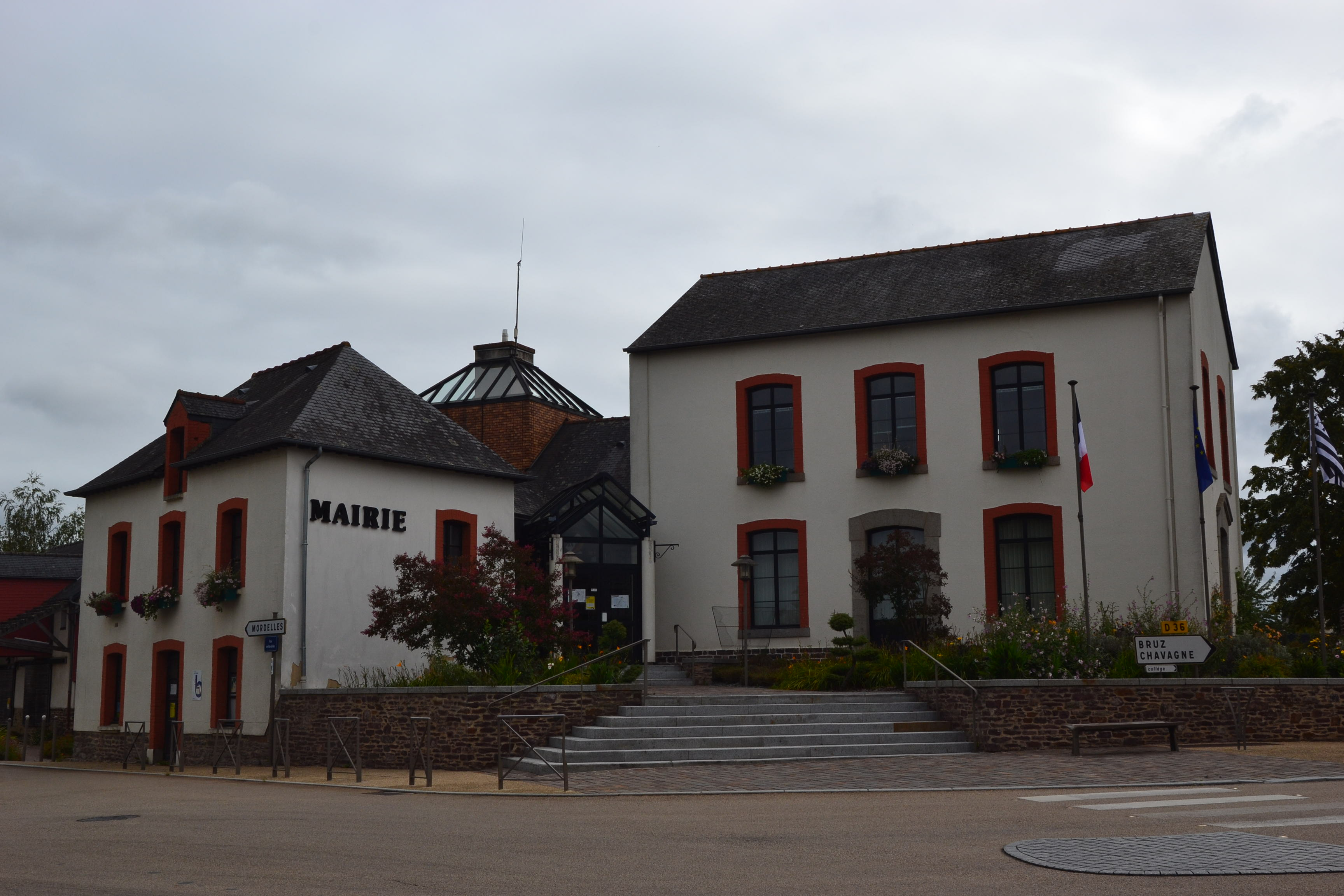
La mairie de Bréal-sous-Montfort.

Six membres de la famille du Boberil ont été maires de la commune pendant en tout 121 ans pendant la période entre 1811 et 1978 d'une durée totale de 167 ans.

## Équipements et services publics

### Transports
- BreizhGo 1a Rennes - Paimpont
- BreizhGo 1b Rennes - St Thurial

### Infrastructures et activités
- Deux salles de sport
- Courts de tennis couverts
- Deux terrains de football Herbe et synthétique
- Soccer extérieur (football, basket)
- Terrain de Baseball
- System Jeunes
- McDonald's
- Créperie L'Atelier (Crêpes réalisées avec des produits locaux)
- Carrefour Market
- Cinéma La Bobine, cinéma associatif, équipé de deux salles 3D
- Le jardin de Brocéliande est un parc floral avec jeux et activités.

### Enseignement

#### Personnes en situation de handicap
- APH Le Pommeret[167]

#### Publics
- École maternelle Pierre Leroux[168]
- École élémentaire Pierre Leroux[169]
- Collège Françoise Élie[170]

#### Privé sous contrat
- École Sainte-Jeanne d'Arc (maternelle et élémentaire)[171]

#### Privé hors contrat
- 1, 2, Tree School[172]

## Population et société

### Démographie ancienne
Quelques données sont disponibles pour les périodes du XVe au XVIIe siècle avant la Révolution française. La paroisse comptait 256 feux en 1427. Au XVIIe siècle en compte 1200 pour l'an 1667, 1541 pour 1696. Pour les années 1739 avec 494 feux et 1749 avec 487 feux, les chiffres contiennent respectivement 49 et 40 feux de valets, domestiques ou servantes. En 1778, d'après le dictionnaire Ogée, la paroisse compte 2000 communiants.

### Démographie
L'évolution du nombre d'habitants est connue à travers les recensements de la population effectués dans la commune depuis 1793. Pour les communes de moins de 10 000 habitants, une enquête de recensement portant sur toute la population est réalisée tous les cinq ans, les populations de référence des années intermédiaires étant quant à elles estimées par interpolation ou extrapolation. Pour la commune, le premier recensement exhaustif entrant dans le cadre du nouveau dispositif a été réalisé en 2007.

En 2022, la commune comptait 6 430 habitants, en évolution de +7,65 % par rapport à 2016 (Ille-et-Vilaine : +5,46 %, France hors Mayotte : +2,11 %).
| 1793  | 1800  | 1806  | 1821  | 1831  | 1836  | 1841  | 1846  | 1851  |
| ----- | ----- | ----- | ----- | ----- | ----- | ----- | ----- | ----- |
| 2 135 | 2 117 | 2 152 | 2 256 | 2 196 | 2 198 | 2 133 | 2 158 | 2 271 |

| 1856  | 1861  | 1866  | 1872  | 1876  | 1881  | 1886  | 1891  | 1896  |
| ----- | ----- | ----- | ----- | ----- | ----- | ----- | ----- | ----- |
| 2 239 | 2 258 | 2 186 | 2 170 | 2 185 | 2 252 | 2 228 | 2 272 | 2 186 |

| 1901  | 1906  | 1911  | 1921  | 1926  | 1931  | 1936  | 1946  | 1954  |
| ----- | ----- | ----- | ----- | ----- | ----- | ----- | ----- | ----- |
| 2 128 | 2 126 | 2 117 | 1 757 | 1 821 | 1 812 | 1 793 | 1 744 | 1 731 |

| 1962  | 1968  | 1975  | 1982  | 1990  | 1999  | 2006  | 2007  | 2012  |
| ----- | ----- | ----- | ----- | ----- | ----- | ----- | ----- | ----- |
| 1 616 | 1 771 | 2 518 | 3 117 | 3 399 | 3 825 | 4 484 | 4 577 | 5 216 |

| 2017  | 2022  | - | - | - | - | - | - | - |
| ----- | ----- | - | - | - | - | - | - | - |
| 6 131 | 6 430 | - | - | - | - | - | - | - |

### Logements
Selon l'INSEE, l'évolution démographique va de pair avec l'augmentation du nombre de logements. Il est passé de 619 logements en 1968 à 1460 en 1999, à 2740 en 2019. En cette année, le type de logement dominant sont des maisons pour 79,2%, seulement 20,% environ sont des appartements. L'extrême majorité sont des résidences principales avec presque 93%. Il s'agit majoritairement de logements spacieux dans la mesure où 74,2% des logements comptent 4, 5 ou plus de pièces, alors qu'à peine 11% n'ont qu'un ou 2 pièces. Ce sont aussi les ménages occupant les maisons les plus spacieux, dont l'ancienneté de l’emménagement est la plus ancienne (5 à 9 ans ou 10 ans et plus). Presque 80% des résidences principales existantes en 2016 ont été construites à partir de 1971, au moment du décollage de l'évolution démographique (voir ci-dessus).
En 2019, plus de 80% des actifs se rendent au travail en voiture, entre 2008 et 2019 en moyenne 54% des ménages possèdent donc deux voitures ou plus (à Rennes 16,3% en 2019).

### Emploi
Parmi les Bréalais de 15 à 64 ans, 82% (4090 personnes) sont dans la catégorie des actifs, dont 5% sont au chômage en 2019. Le chômage frappe principalement les jeunes entre 15 et 24 ans avec plus de 15%, surtout les non-diplômés. Les inactifs sont principalement des élèves et étudiants ainsi que des retraités. Le nombre d'agriculteurs, fort minoritaires parmi les 3196 actifs ayant un emploi, a sensiblement décru depuis 2013, pour passer de 72 à 47 en 2019 dans la commune. Le nombre des employés, des professions intermédiaires et des cadres et professions intellectuelles supérieures est en augmentation constante depuis 2008 et atteint 2277 actifs en 2019. Le nombre d'ouvriers, 730 en moyenne, est resté relativement constant pour cette période.
Il existe presque 1800 emplois sur le territoire de Bréal, ce qui représente un indicateur (ou indice) de concentration d'emploi de presque 59 (= 59 emplois pour 100 actifs). À Rennes, ayant une attractivité en tant que pôle d'emploi, cet indicateur s'élève à 164. Cela peut expliquer en partie que 4 actifs sur 5 exercent leur emploi dans une autre commune que Bréal, alors que le nombre de créations d'entreprise et d'établissement est en augmentation constante depuis 2012.
Le taux de pauvreté est de 6% à Bréal, pour comparaison, il s'élève à 19% à Rennes.

### Sports
- En baseball, l'équipe des Black Panthers joue à un bon niveau avec plusieurs joueurs jouant en équipe de Bretagne ou bien sélectionnés en équipe de France
- En football, le GJ (Groupement Jeunes) entre Bréal-sous-Montfort, Chavagne, Saint-Thurial permet de faire jouer plusieurs équipes dans chaque catégories.
- Un championnat du monde de moto trial a lieu au terrain bréalais de Cossinade tous les cinq ans (normalement) mais aussi des championnats de France et de Bretagne. Toutes ces épreuves sont dirigées par l'association loi 1901 de l'ACL de Bréal.

## Culture locale et patrimoine

### Développement urbain
Bréal-sous-Montfort s'est développé à partir du XIIe siècle autour de l'actuelle rue du Calvaire reliant l'église paroissiale Saint-Malo et la chapelle priorale (chapelle d'un prieuré) Sainte-Madeleine d'origine romane, disparue aujourd'hui ; un calvaire a été érigé en 1859 a cet endroit, sur la place de la Madeleine. Le réseau rayonnant de rues et les ruelles étroites autour de l'église ainsi que quelques maison en pan de bois témoignent de la période médiévale quand Bréal a obtenu le statut d'une ville et possédait un droit de haute justice.
Une meilleure situation économique, permet à la ville de construire en 1859 sur la place Saint-Malo des halles, aujourd'hui détruites, une mairie-école (école de garçons) à l'emplacement de l'actuel hôtel de ville. En 1864, le cimetière est déplacé de la place Saint-Malo à l'endroit actuel. En 1898, une gare ferroviaire est construite au nord de la ville (actuelle rue de la Gare), reliant Bréal-sous-Montfort a Rennes, Guer et Redon, mais fermée un demi-siècle plus tard.
Le dynamisme commercial du début du XXe se traduit par l'existence de "22 cafés, 10 épiceries, 4 boucheries, 5 cordonniers, 1 sabotier, 3 tailleurs, 4 forgerons, 1 cordier, 1 tisserand et bien d´autres métiers disparus.".

### Lieux et monuments

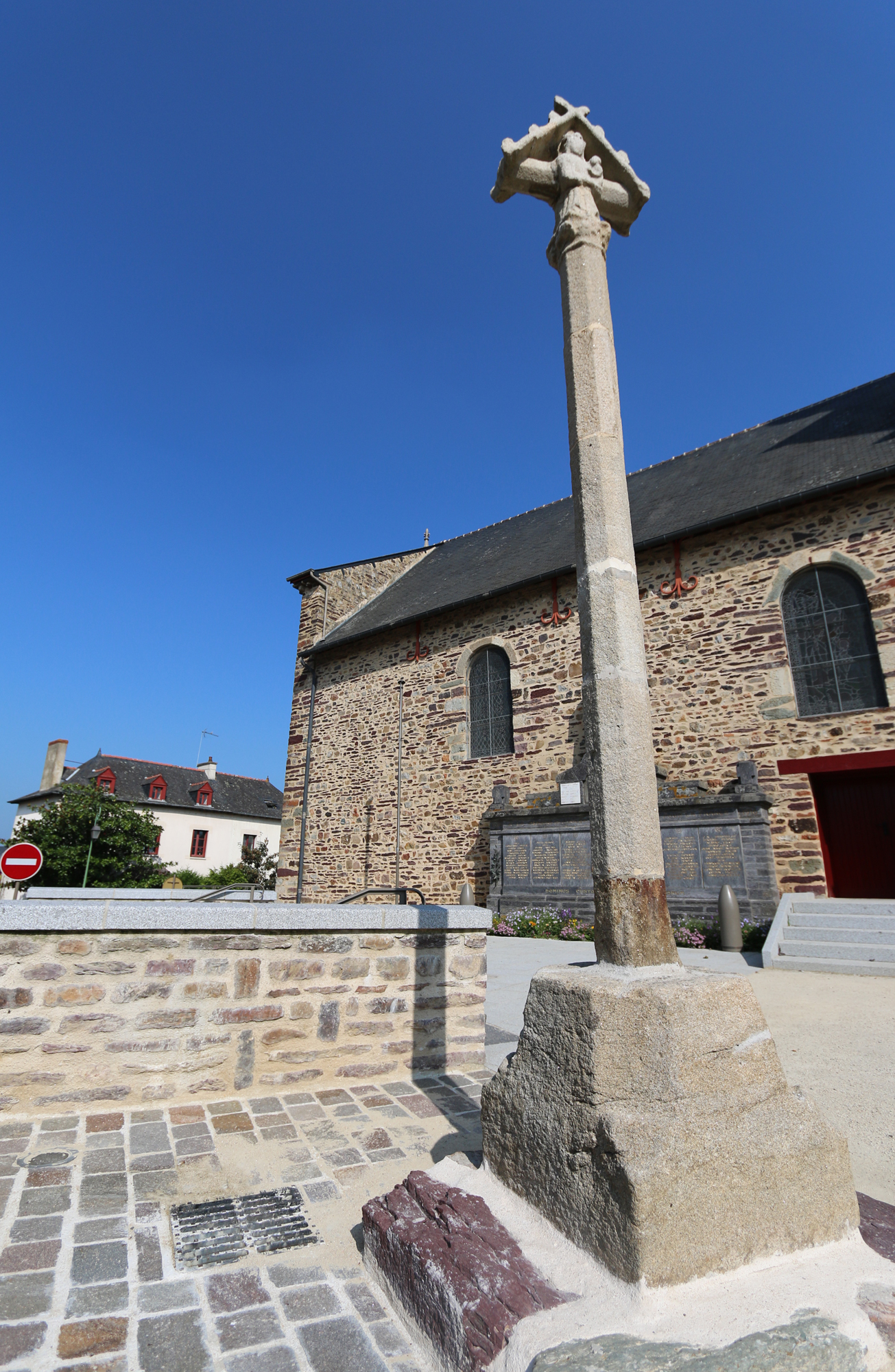
Croix du XVe siècle de l'ancien cimetière qui entourait l'église paroissiale Saint-Malo[181].
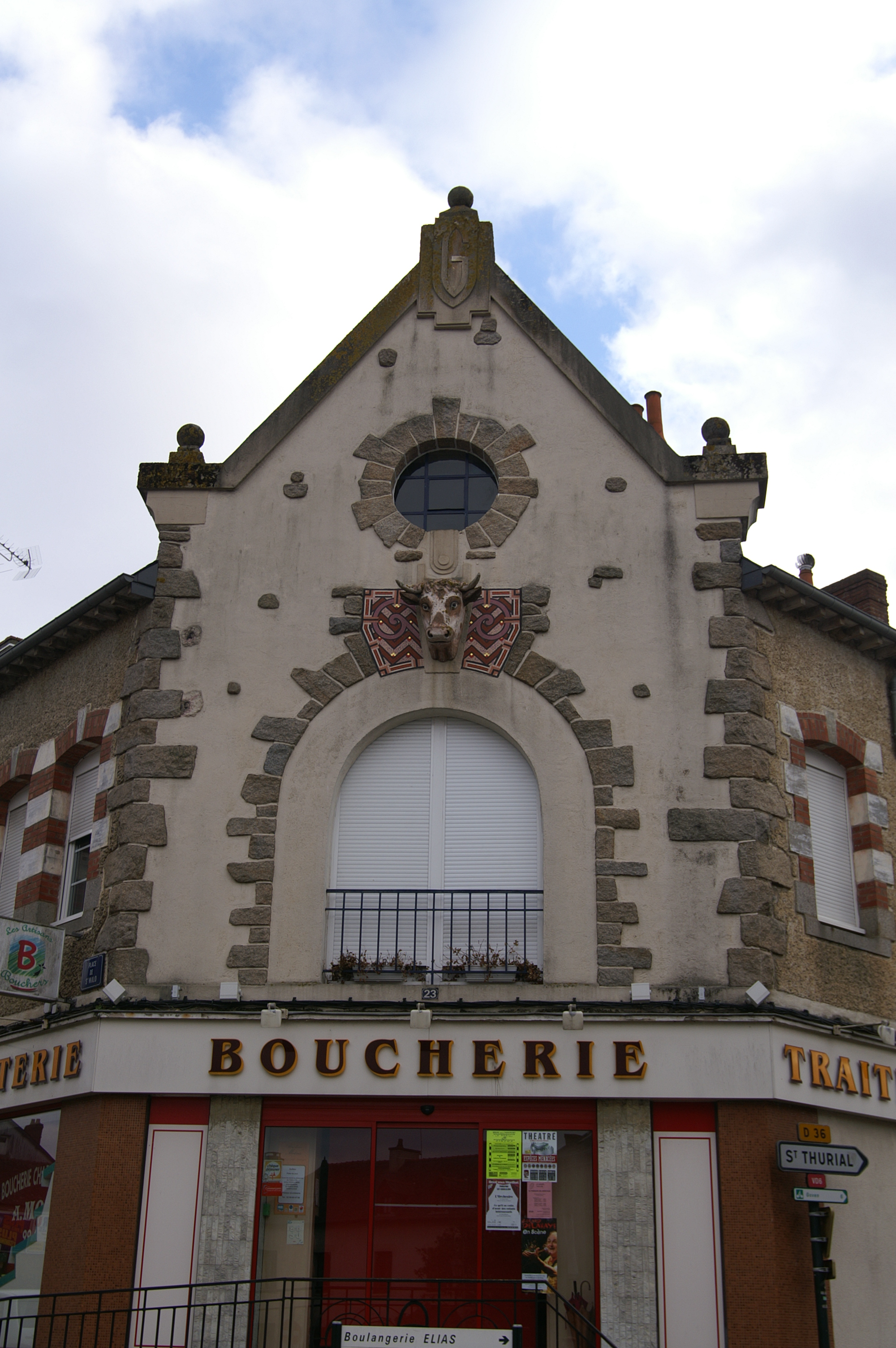
Boucherie dont la mosaïque polychrome au style art-déco attribuable à Isidore Odorico[182].
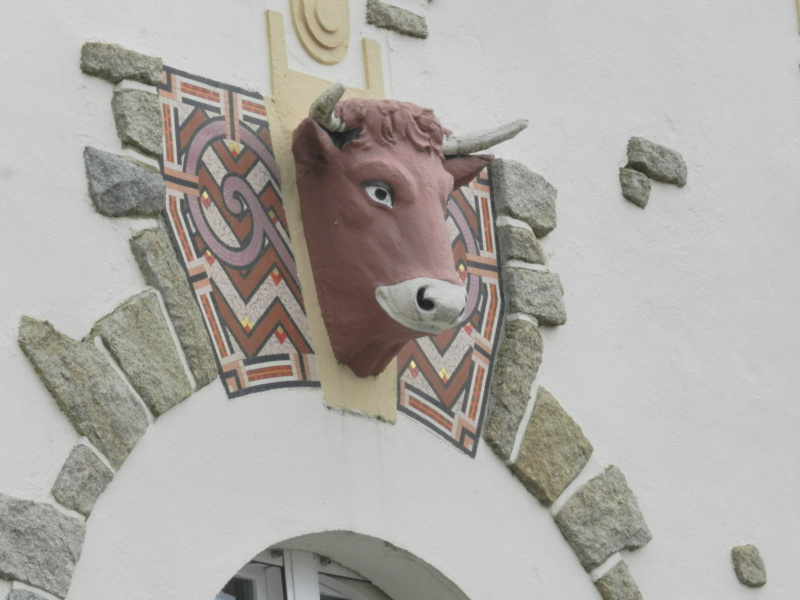
Tête de vache entouré d'une mosaïque polychrome au style art-déco, attribuable à Isidore Odorico.
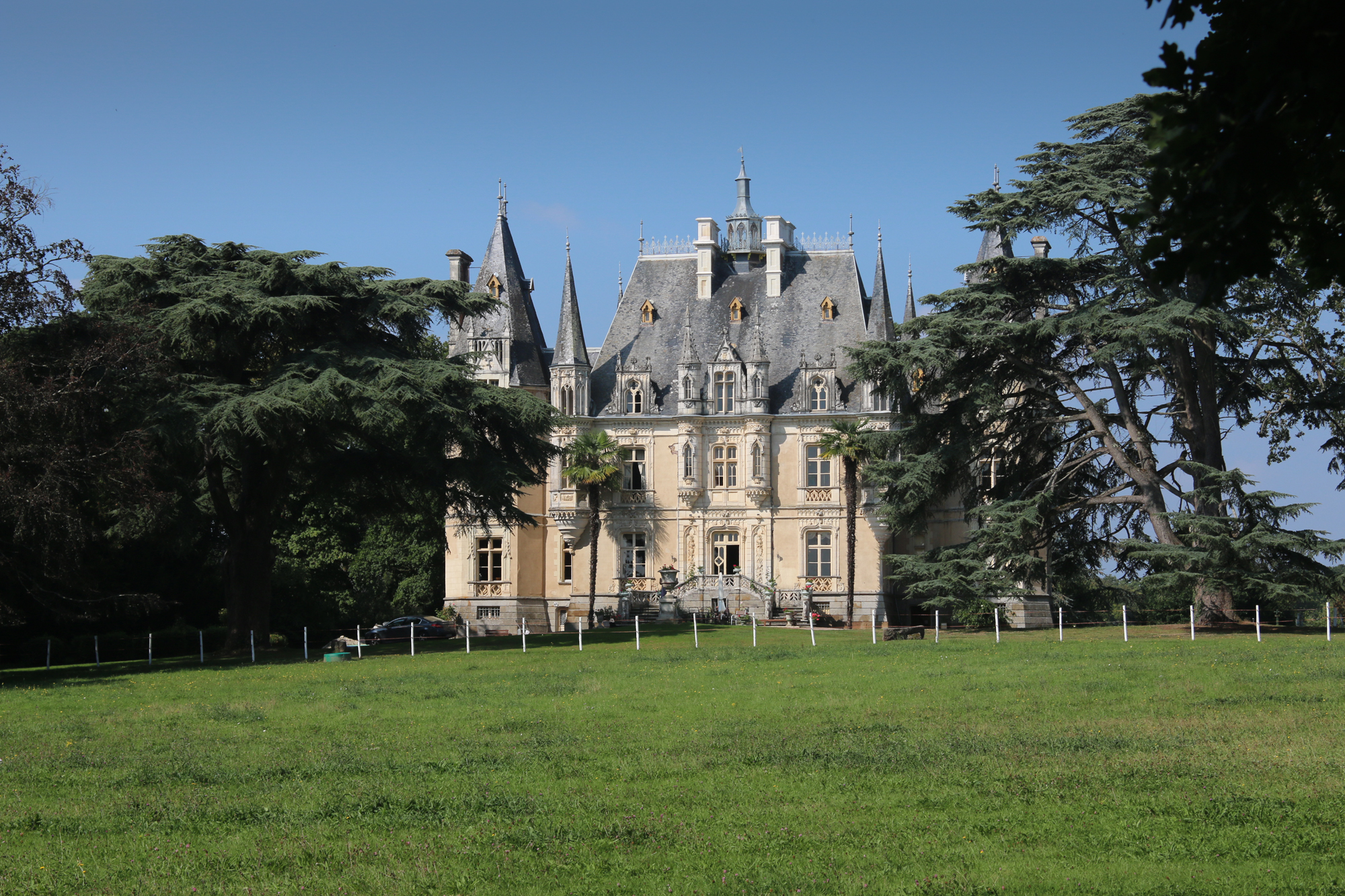
Château de la Haute-Forêt (1857) de l'architecte Jacques Mellet (1807-1876)[183].
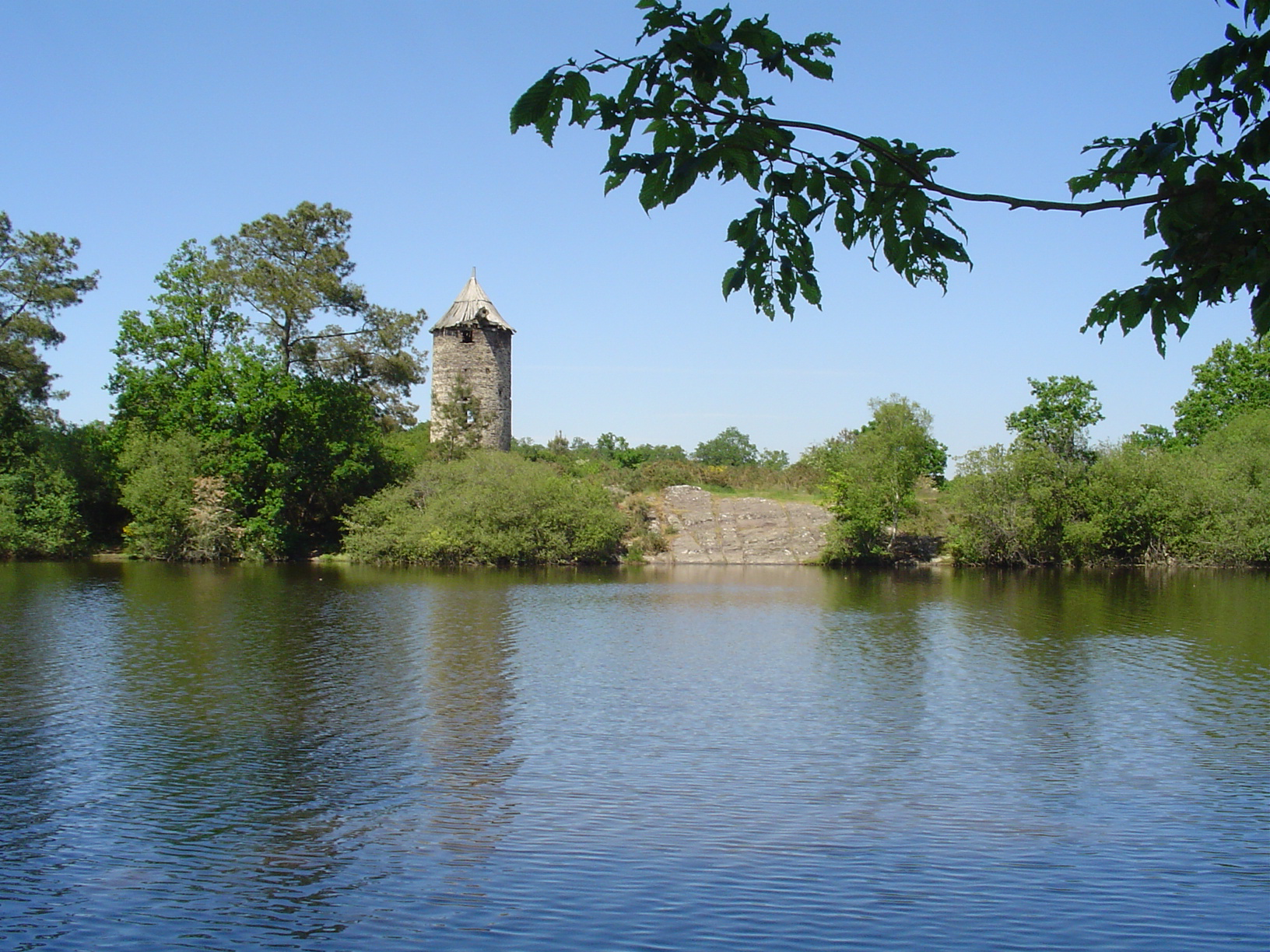
Moulin de la Roche[184].

#### Monuments historiques

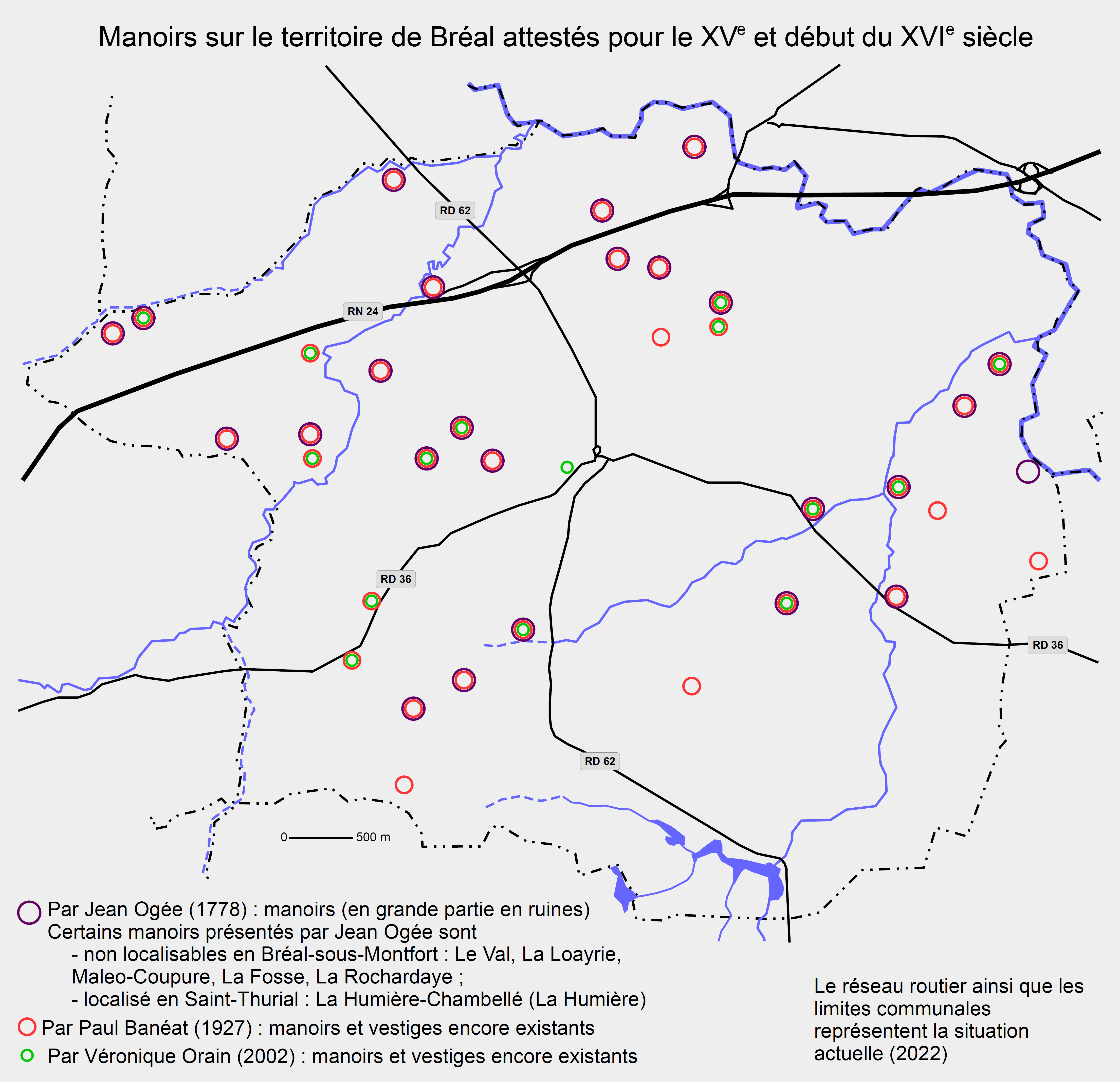
Carte de localisation des manoirs répertoriés à différents moments. Aide à la lecture : Les seuls manoirs (ou au moins des vestiges) encore existants en 2002 sont représentés par des cercles verts (seuls ou entourés des cercles rouge et mauve). Sources : Jean Ogée (1778), Paul Banéat (1927), Véronique Orain (2002) voir dans la Bibliographie.

Bréal-sous-Montfort compte quatre monuments historiques :
- le site gallo-romain de la Bouexière, inscrit monument historique par arrêté du 14 mars 2000[185] ;
- la croix de l’ancien cimetière, édifiée au XVIe siècle, inscrite par arrêté du 8 mai 1933[186] ;
- le château du Molant, édifié entre 1775 et 1786, classé avec ses dépendances et ses abords par arrêté du 9 septembre 1993[187] (propriété de la famille du Boberil) ;

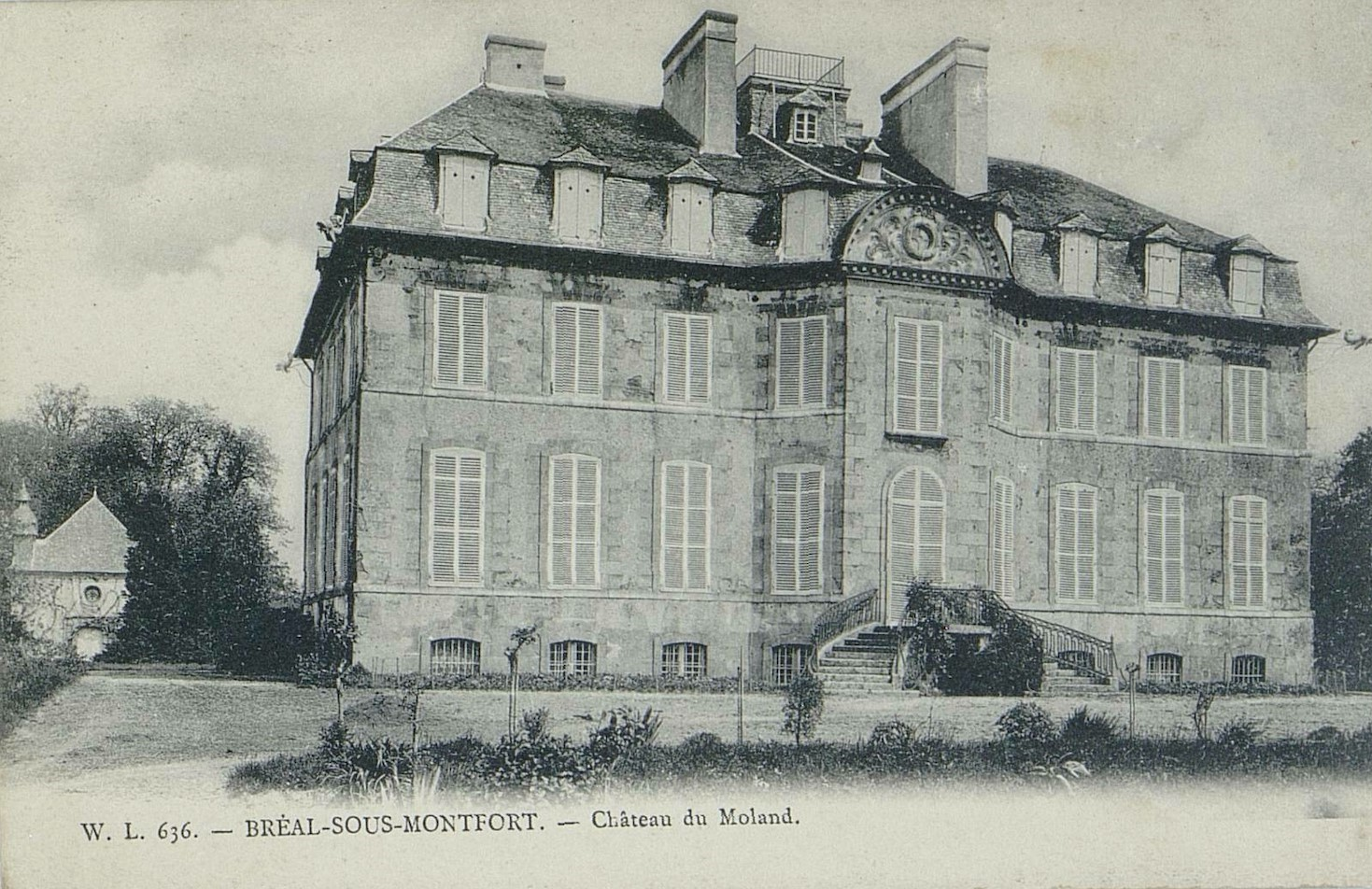
Bréal-sous-Montfort ː le château du Molant au début du XXe siècle (carte postale).

- le château de la Haute-Forêt, construit de 1858 à 1866 par l’architecte Jacques Mellet ; il a été inscrit avec ses dépendances et son parc par arrêté du 5 juillet 2007[188].

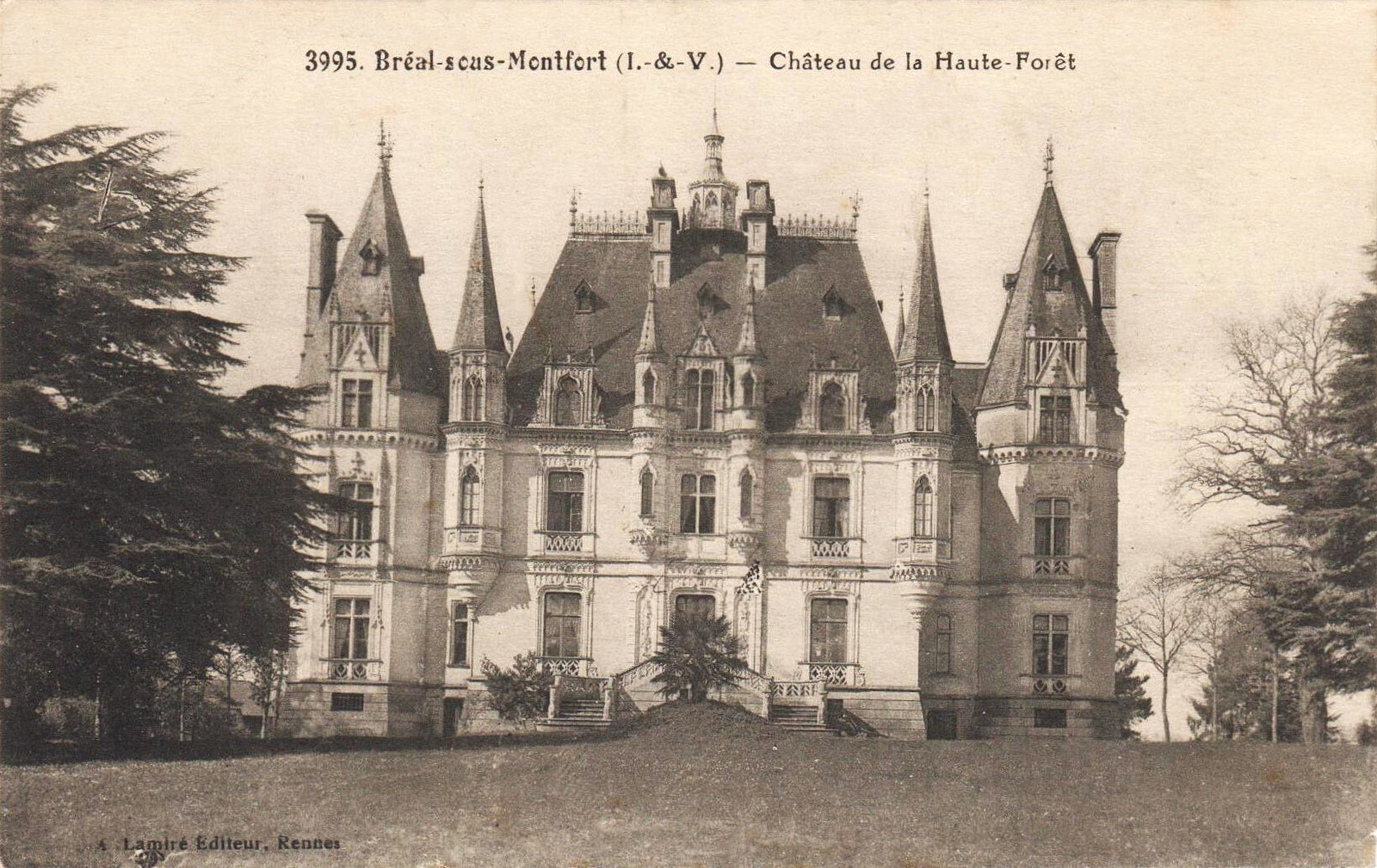
Le château de la Haute-Forêt au début du XXe siècle (carte postale).

#### Bâtiments inventoriés
La plateforme ouverte du Patrimoine (POP) du ministère de la culture inventorie 670 bâtiments dans la commune. Sur le site de la région de Bretagne, on peut consulter "L'inventaire du patrimoine culturel en Bretagne", qui a recensé 87 œuvres dans la commune. Parmi ces éléments du patrimoine, on peut signaler :
- le moulin de la Roche, XIXe siècle, sur la route de Goven près de l'étang de la Roche entre les lieux-dits de Lohon et de la Roche[190] ;

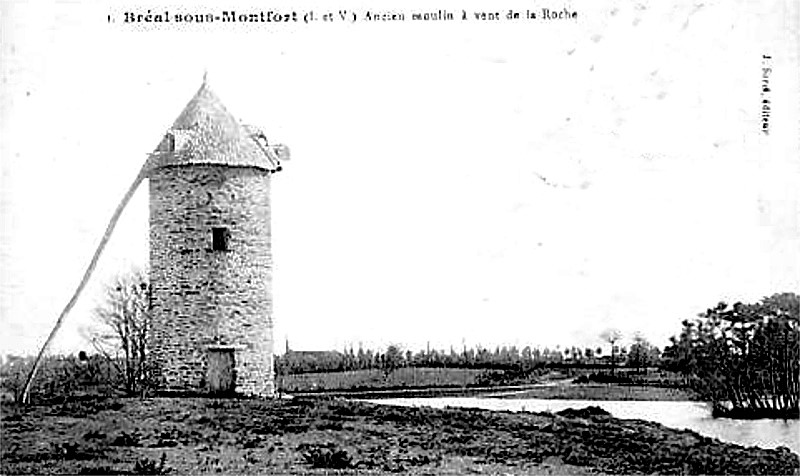
L'ancien moulin à vent de la Roche au début du XXe siècle (carte postale).

- une vingtaine de manoirs et châteaux subsistent aujourd'hui sur le territoire de la commune, une dizaine de ces édifices ont été détruits depuis le relevé fait par Paul Banéat à la fin des années 1920[191],[192],[193] ;
  - le château de Molant : siège de haute justice seigneuriale, le manoir est construit à la fin du XIVe siècle pour la famille Levêque, seigneurs de Molant. La charpente a été datée par dendrochronologie des années 1380-1390[194],[195]. Des charpentes de la fin du XIVe siècle ne subsistent que celles de la salle. Celle au-dessus du cellier est datée par dendrochronologie de 1771 ce qui correspond à l’agrandissement du manoir vers l’ouest. La charpente au-dessus de la chambre seigneuriale est encore plus récente : les traces d’outils, les bois utilisés et la technique constructive s’apparentent à n’en pas douter à une réalisation du XIXe siècle[196],
  - le logis-porte du manoir de Bernial :  première moitié du XVe siècle dont seule est conservée la façade nord, côté cour. Il a été remanié au XVIe siècle (ouvertures hautes)[197],
  - le manoir de la Haye Fossard (XVe siècle),
  - le manoir de la Provostais (XVe siècle)[198],
  - le manoir de Cayer, construit au XVe siècle, manoir mentionné aux Laroche en 1427 puis aux de la Tournerais en 1513[199],
  - Le manoir la Haye de Bréal[200],
  - le manoir à l'entrée du bourg, route de Saint-Thurial (XVe siècle),
  - le manoir, 4 rue de Goven. Logis en majeure partie du XVIe siècle ; il possédait une tour arrière qui a été greffée à l'aile en retour d'équerre datable d'une deuxième campagne de construction de la fin du XVIIe siècle,
  - le manoir d'Ossac[201] et sa chapelle (1540),
  - le manoir de la Pommerais[202],
  - le manoir de la Brizardais[203]
  - le logis du manoir des Nouettes. Il est bâti en poudingue de Montfort, de teinte mauve, et en calcaire blond pour l'encadrement de la porte. Au centre du fronton est gravée la date de 1576. Il est mentionné en 1427 [204],
  - l'entrée et le logis du manoir de la Blanchardais. Le bâtiment existait déjà en 1513, mais les bâtiments subsistants ont été réalisés principalement du XVIIe siècle au XIXe siècle[205],
  - le logis du manoir de la Folie. Un ancien manoir existait au XVe siècle. Le logis actuel date du XVIIIe siècle ou du XIXe siècle[206],
  - le château de la Haute Forêt (1857),
  - Resoul, vestiges d'un manoir ;
- l’église Saint-Malo. Une première église est mentionnée en 1152[207]. L'édifice actuel remonte pour sa partie la plus ancienne au XIVe siècle, mais a connu plusieurs campagnes de construction au XVIIe siècle (la tour date de 1647) et au XIXe siècle (la nef date de 1827), ce qui explique son style hétéroclite, ce qui est vrai également pour son mobilier. Les baies de la façade ouest et celle du transept nord ont été réalisées en 1936. Les éléments les plus anciens sont conservés dans la chapelle nord, qui était l'ancienne chapelle prohibitive (réservée) des seigneurs de Molant[208]. L'église abrite une statue en bois de chêne représentant le "Christ aux liens"[209].

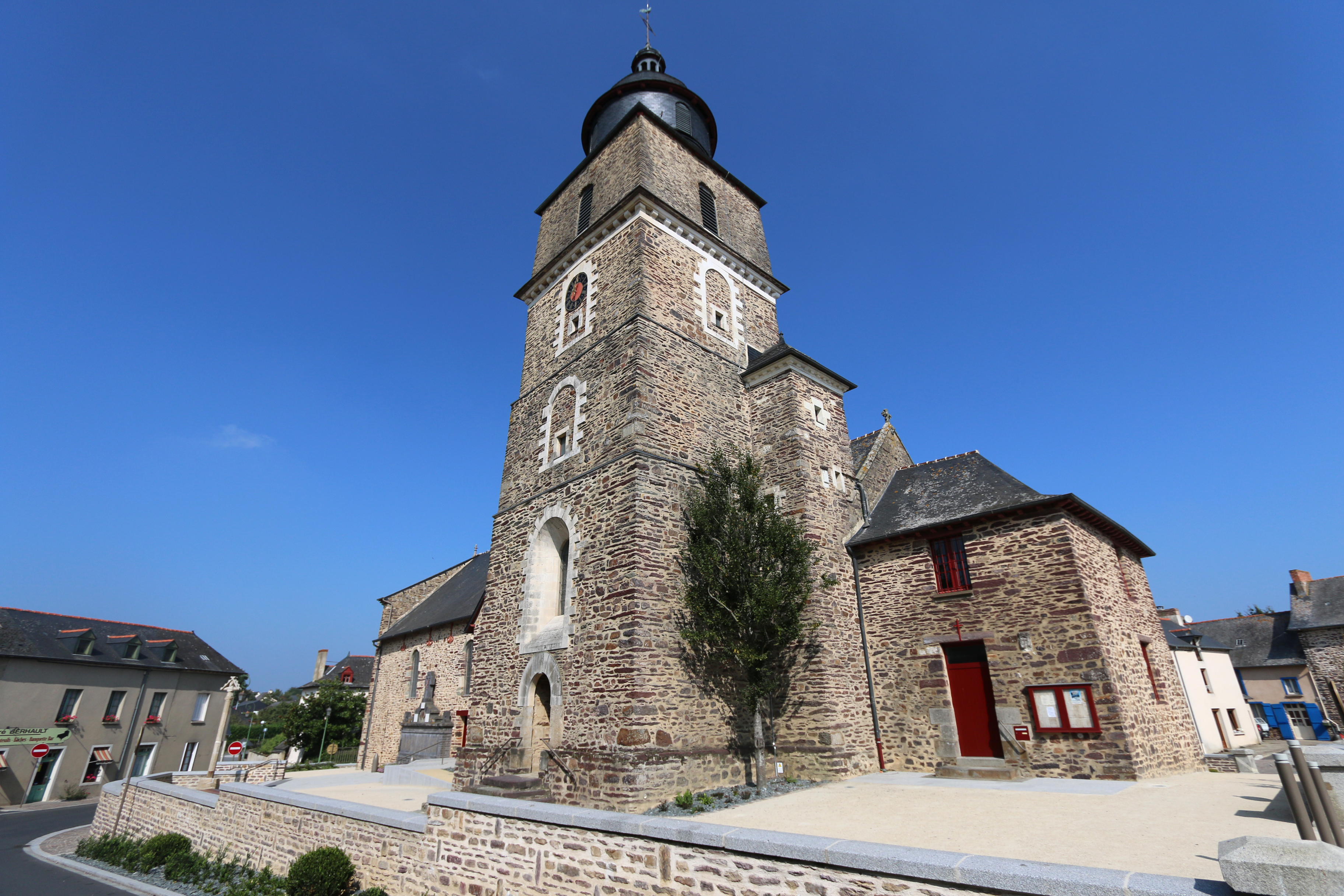
Église Saint-Malo : vue extérieure d'ensemble.
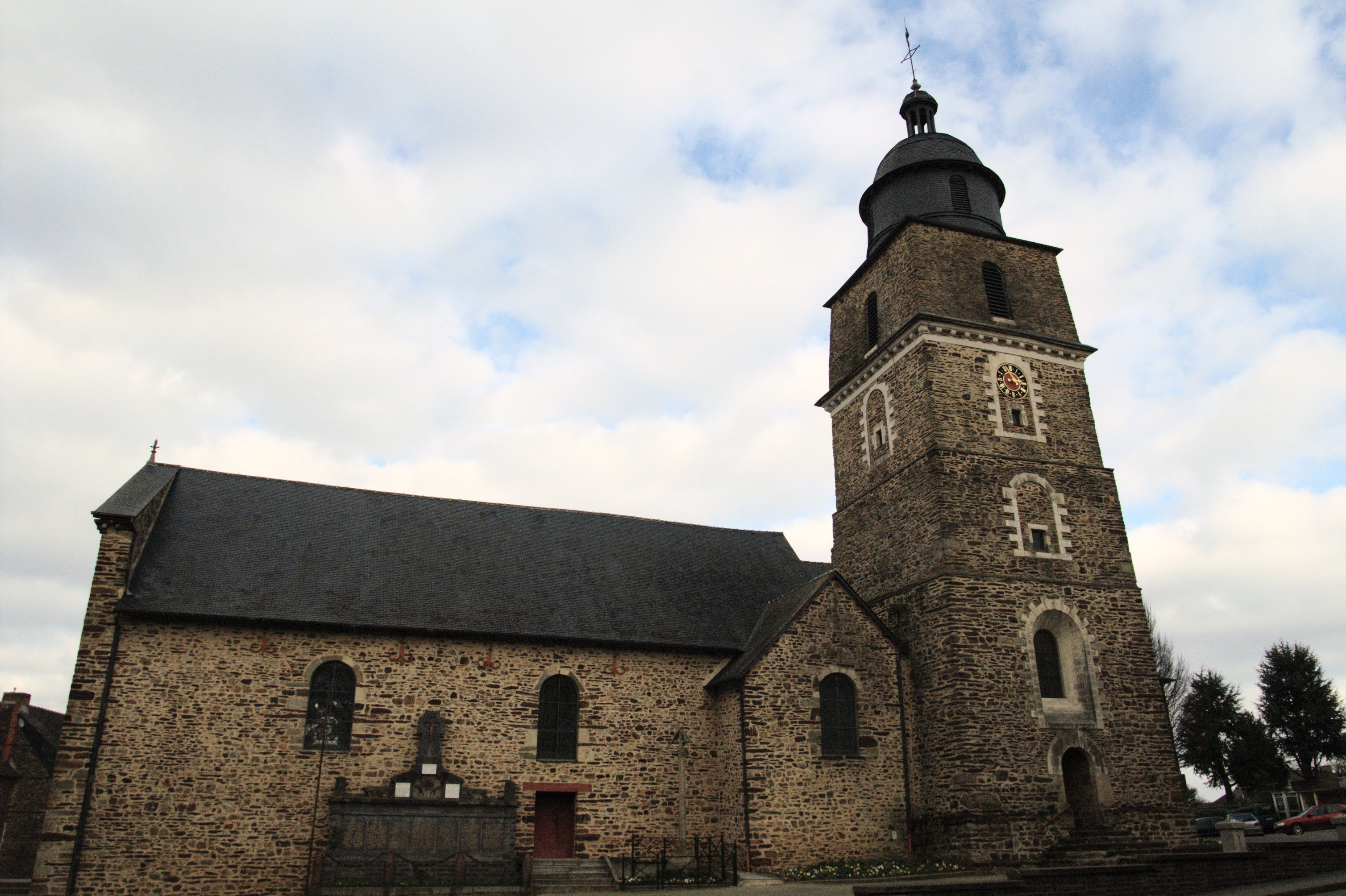
Église Saint-Malo : vue extérieure d'ensemble.
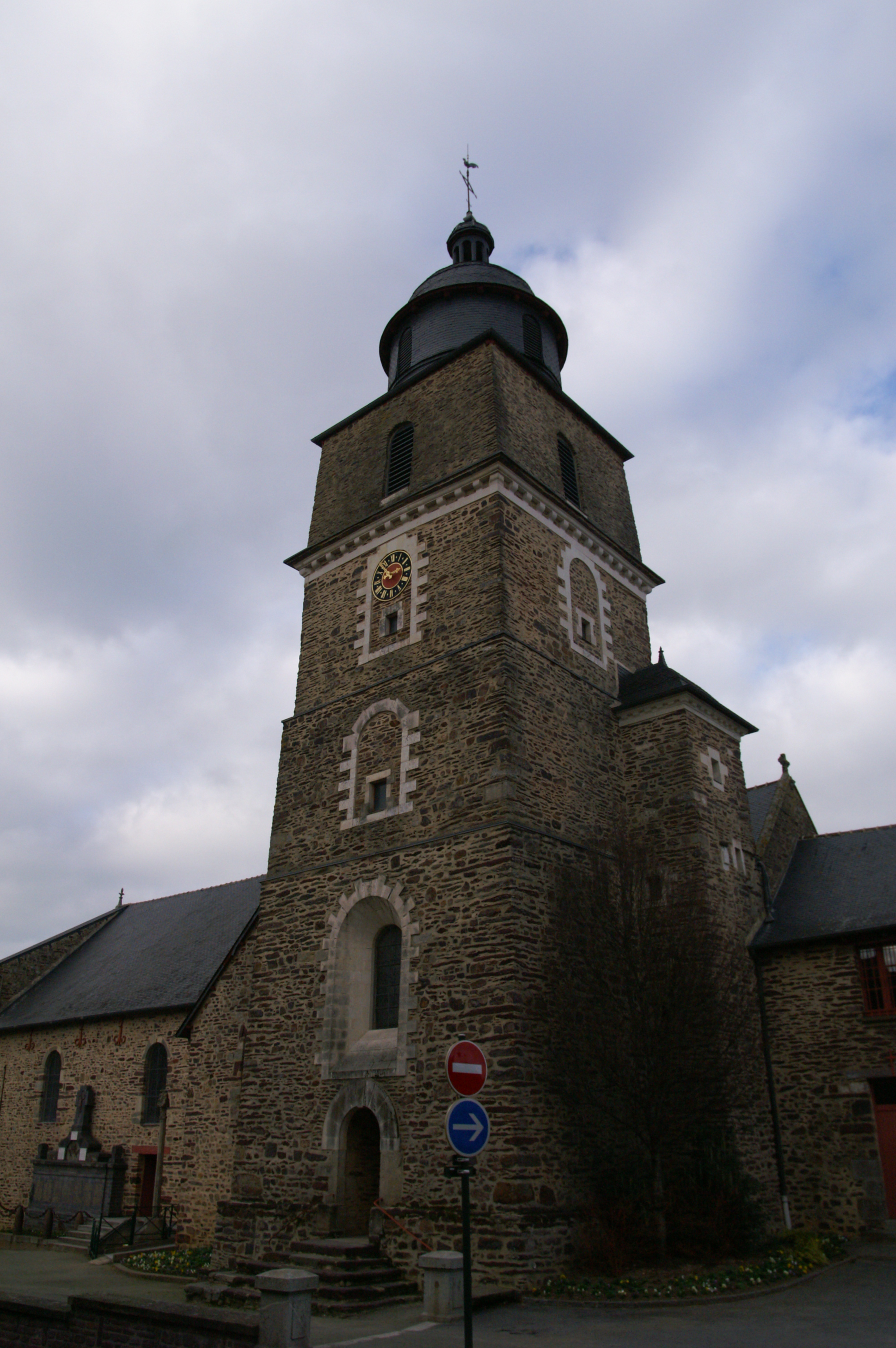
Église Saint-Malo : le clocher.

- la grotte Notre-Dame de Lourdes, dite aussi Grotte du Père Grignon, inaugurée le 27 août 1876 ; elle contient de nombreux ex-votos liés à la Première Guerre mondiale[210].

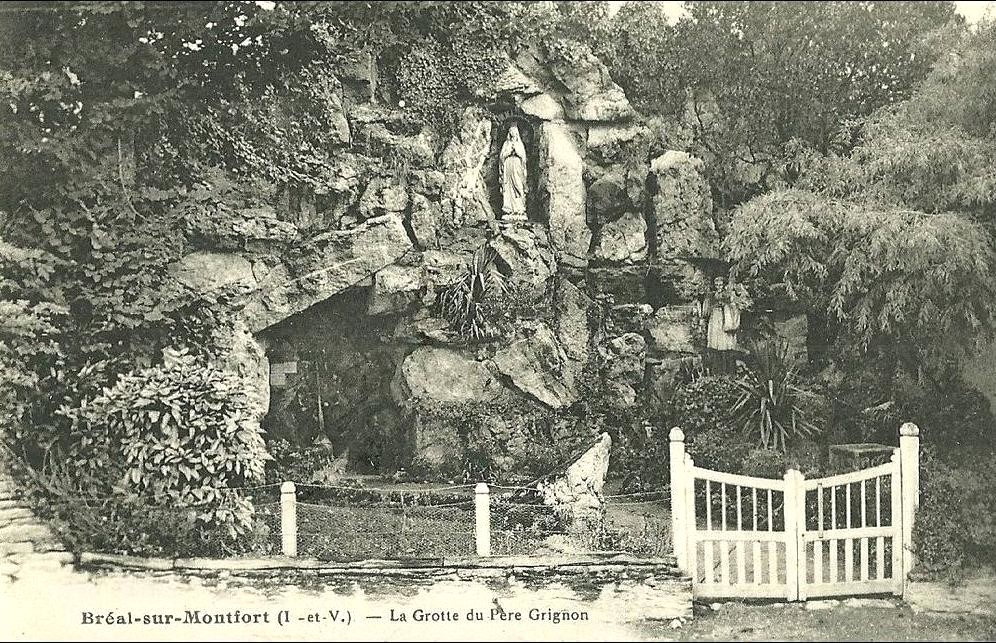
Bréal-sous-Montfortː la grotte Notre-Dame de Lourdes (grotte du Père Grignon) au début du XXe siècle.

### Sites et paysages remarquables

#### Jardins
Les jardins de Brocéliande labellisé en 2005 de "Jardin remarquable" par le Ministère de la culture ;

#### Sites géologiques
La feuille de Guer de la Carte géologique de la France présente trois sites géologiques remarquables sur le territoire de la commune. Il s'agit premièrement d'un chaos de poudingues dans le lit du ruisseau de la Roche près du lieu-dit de la Hautière, deuxièmement d'une paroi rocheuse qui pourrait présenter un slump près de La Planchette. Le troisième site, la carrière de la Vigne, n'est pas accessible au public, car il s'agit d'une entreprise privée. Les auteurs y ont observé les 3 éléments superposés de la formation de Pont-Réan : Poudingues de Montfort, Grès de Courouët et Siltites pourpres du Boël. Ils décrivent pour ce site le contact entre deux périodes géologiques, des siltites grises du Briovérien avec cette Formation de Pont-Réan datant du Paléozoïque.

##### Un possible «slump»
Sur le chemin reliant les lieux-dits de la Planchette et de la Ténéhais, à une centaine de mètres au nord de la Planchette, le promeneur peut observer cette formation géologique remarquable. Il s'agit probablement d’un slump. Les couches correspondent à une succession de bancs silto-gréseux (roches formées de siltites et de grès). Les bancs (couches) inférieurs sur une hauteur d'un mètre environ ont été déformés, soit sous l'effet de la gravité, soit par un glissement sous-marin alors que les sédiments étaient encore gorgés d'eau. Ces roches se sont formées à partir du Briovérien (fin de l'Édiacarien, début du Cambrien inférieur), c'est-à-dire à partir il y a 540 Ma environ. Une partie de la Bretagne était immergée à plusieurs reprises.

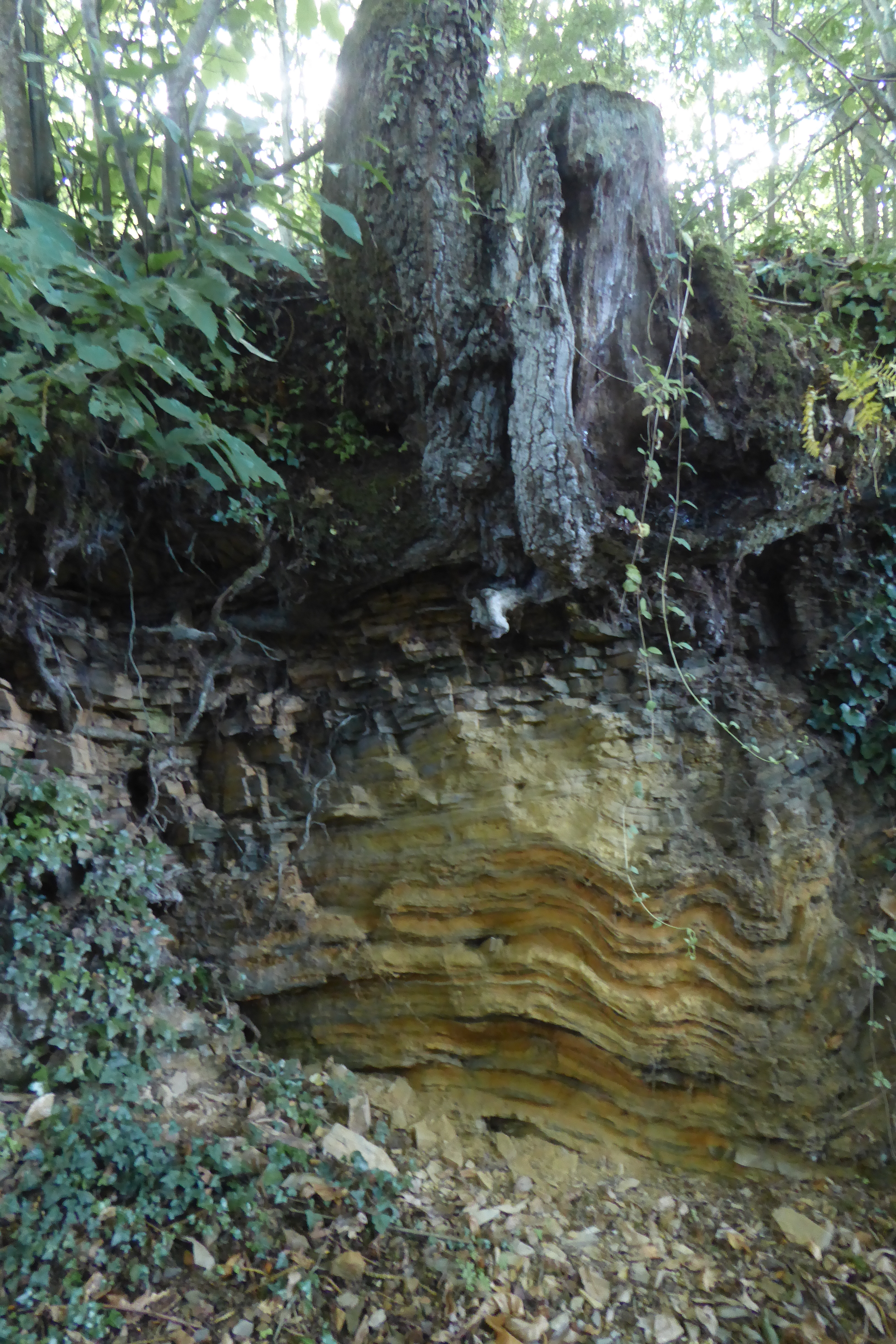
L'affleurement de siltite sous les racines d'un arbre sur le chemin de La Planchette
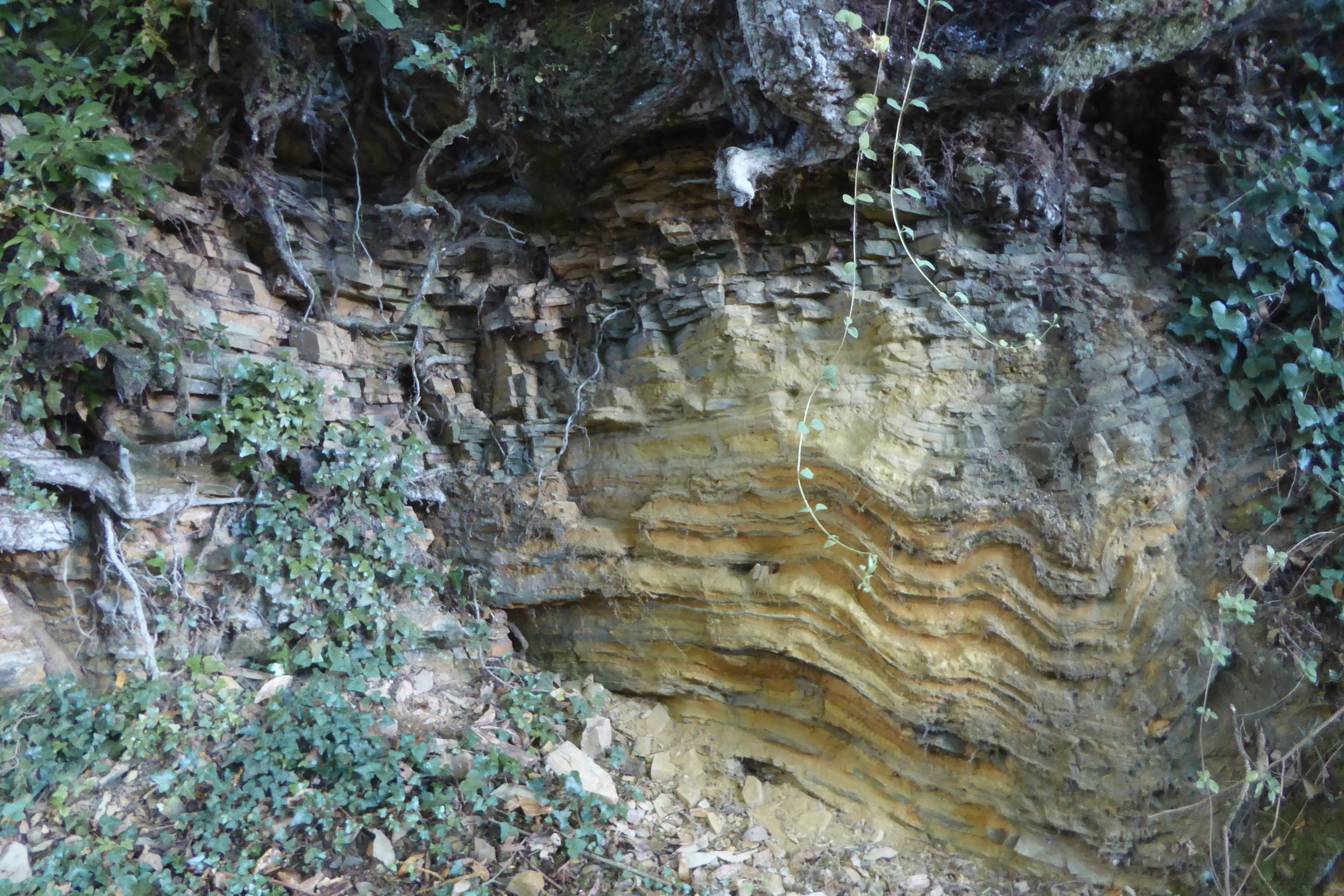
Un litage de plusieurs bancs (couches) silto-gréseux. L'irrégularité des bancs inférieurs pourrait s'expliquer par un glissement sous-marin.
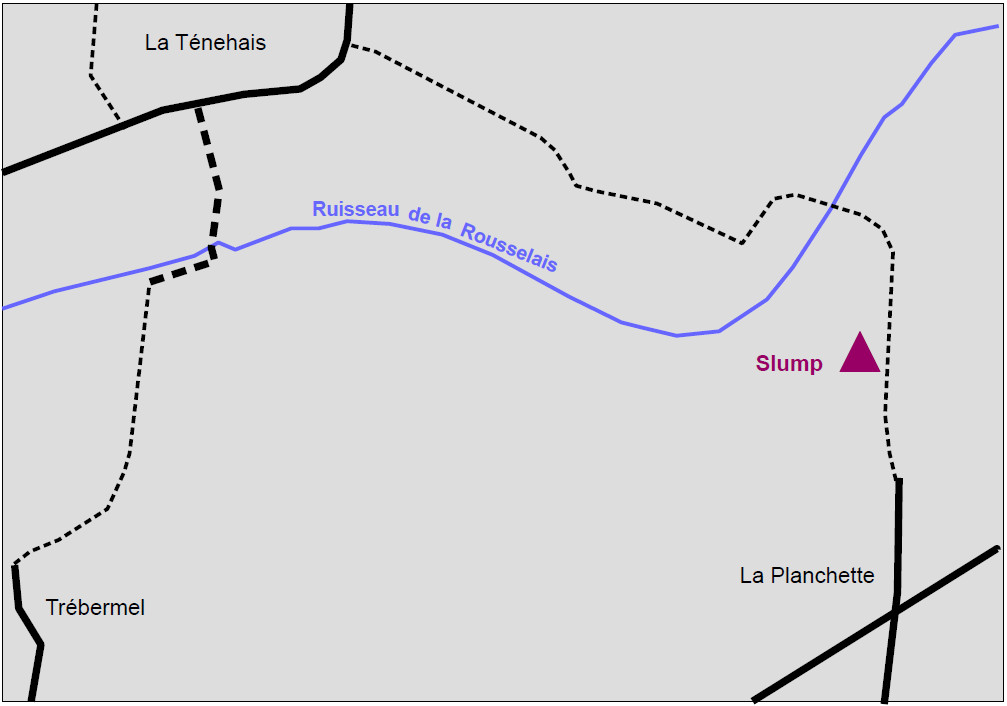
Situation du « slump » au sud de Bréal-sous-Montfort

##### Le ruisseau de la Roche porte bien son nom
Sur le chemin de randonnée qui longe l'étang de la Roche, près du lieu-dit de la Haute-Hautière, on peut observer ces formations rocheuses.

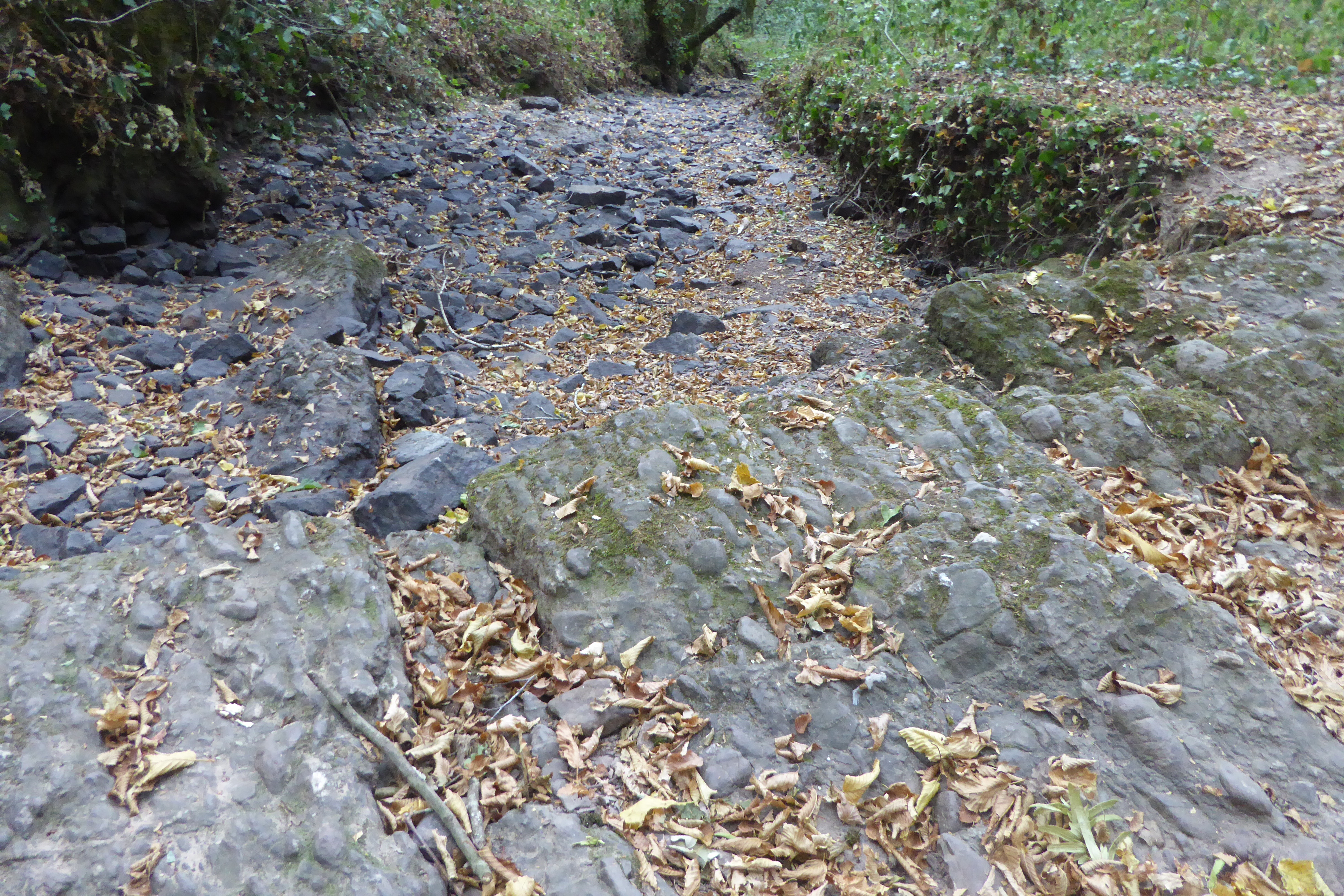
Lit du ruisseau de la Roche à sec (août 2022). Au premier plan, des blocs de poudingue, au second plan, des grès pourpres.
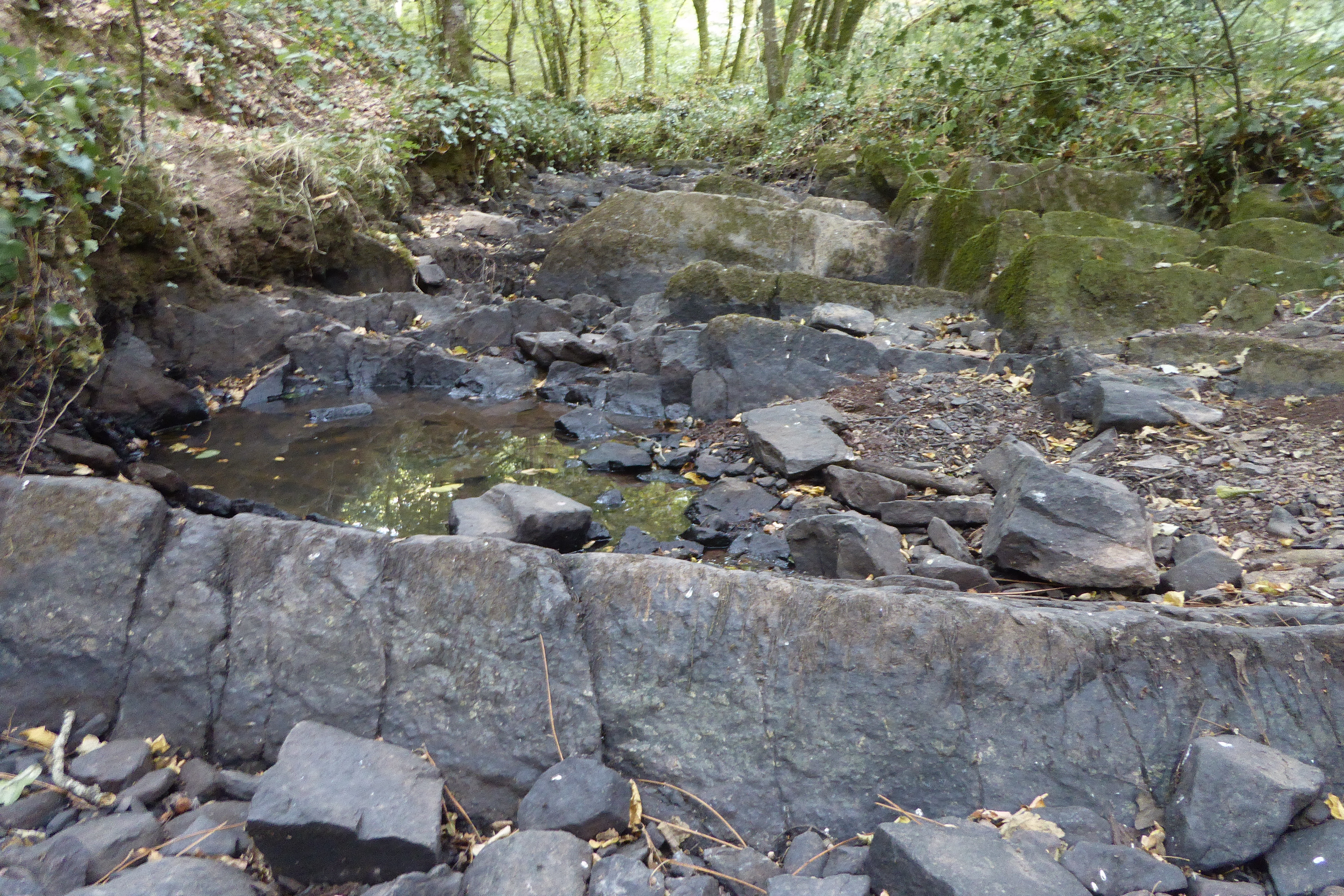
Plus au Sud : Des grès pourpres en gradins affleurent dans le lit du ruisseau de la Roche.
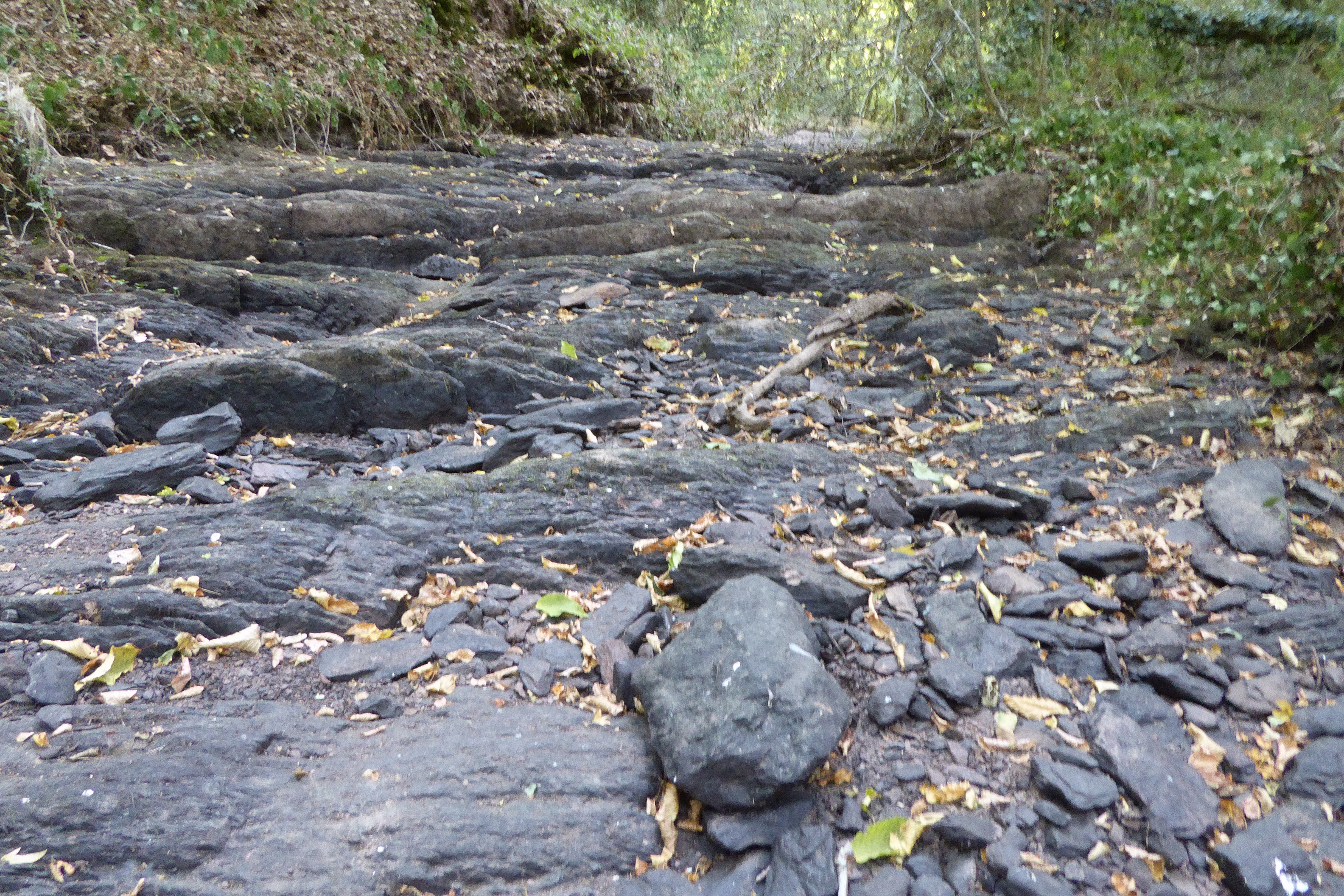
Encore plus au Sud, en haut du flanc : Un chaos de siltites (schistes) pourpres.
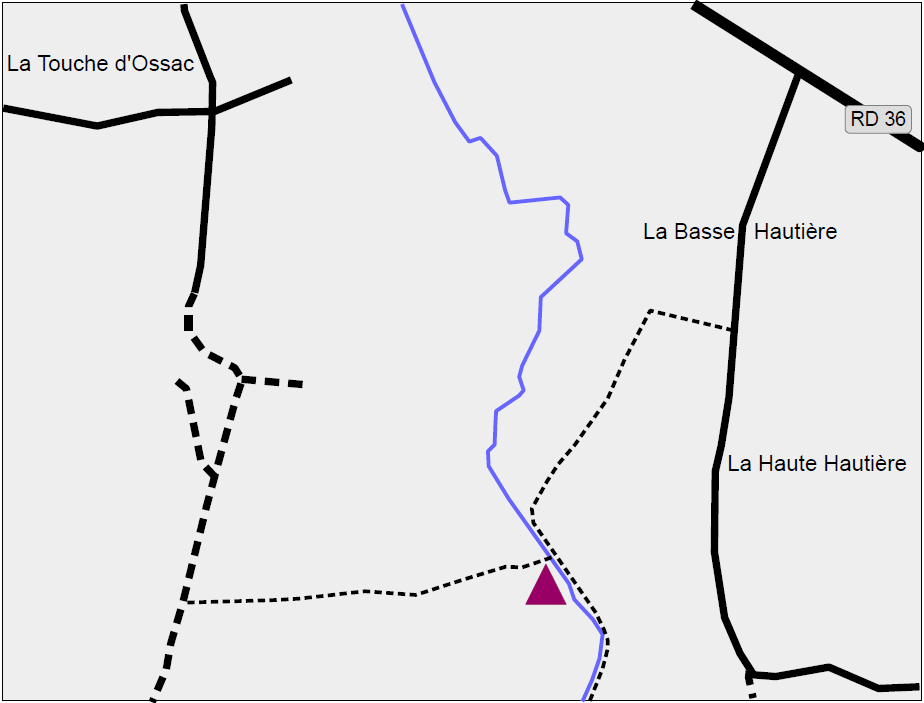
Plan du site du ruisseau de la Roche, au Sud-Est de Bréal-sous-Montfort

### Contes populaires
À la fin du XIXe siècle, « La Revue des Traditions populaires » a publié des « Contes, Devinettes, Formulettes, Chansons etc. Recueillis à Bréal-sous-Montfort ». L'accès à ce document est libre (consultation et téléchargement) sur le site Gallica de la Bibliothèque Nationale de France (BNF).

L’éditeur, Rodolphe Le Chef, présente ces textes ainsi : « La plupart de ces contes m'ont été narrés en 1892 et 1893, par Marie Allain, femme Boisramé, sexagénaire, née à Bréal-sous-Montfort. Je me suis appliqué à les reproduire tels qu'ils m'ont été répétés, en conservant non seulement les tournures de phrases mais encore les mots patois. Les lecteurs de la Revue auront ainsi une idée exacte du langage des paysans de ce pays. Ce recueil contient des passages quelque peu rabelaisiens, que mes lecteurs voudront bien me pardonner. ( p. 569) » Le recueil présente d’abord quinze « Contes », d’une longueur de quelques dizaines de lignes, pour les premiers, à peine dix en ce qui concerne les derniers. Parmi ceux-là, on trouve : 

« XV - Le prêtre qui revient dire la messe
L'église d'un certain endret (endroit) était éclairée toutes les netées (nuits). Un homme résolut d'aller y voair (voir) : c'était un prêtre qui était condamné à revenir parce qu'il avait omis de dire une messe promise. Tout était préparé pour la célébration de la messe : ‘Qui veut répondre ma messe ? dit-il.’ L'homme s'offrit tout en tremblant. Dès que sa messe fut terminée, le prêtre lui dit qu'il aurait une place de gardée conte lu (auprès de lui) dans le ciel. ( p. 577) »

 Suivent une trentaine de « Proverbes et Dires », dont cet exemple : « Quand la charte (charrette) est vessée, on voait le biau cheminée (est versée, on voit le beau chemin). » ( p. 577) » Quatre « Formulettes » (Couplets en forme de comptine), sont présentés après, voici un exemple : 

« Aujourd'hui saint Crespin
Mon cousin
Que les cordonniers s'y frisent
Pour aller voair Catin
Duiguedin
Qu'a chié dans sa chemise. ( p. 580) »

Le recueil termine avec une vingtaine de « Croyances et superstitions diverses » : Voici deux exemples : 

« Pour se rendre invisible, il faut mettre un chat noir à bouillir, en prendre les os, aller les brûler au pied d'une croaix et en porter la cendre sur l'autel pendant la messe sans être vu du prêtre qui la dit. - (Cela se fait à une certaine époque que je ne puis indiquer).
Pour faire marché (pour conclure un marché) avec le diable, il faut un champ à trois cornières (angles), entouré de chemins. On s'y rend à ménuit avec une poule naire (à minuit avec une poule noire) et on fait le tour du champ en disant : « qui veut acheter ma poule ? » Bigette (Satan) se présente et paie le prix convenu ; il donne toute l'argent que l'on veut, à condition qu'il se parera (qu'il s'emparera) de vous à une époque fixée. ( p. 581) »

### Festival
Depuis 2008, chaque fin août se tient le festival du Roi Arthur (excepté en 2010, puis en 2020 et 2021 en raison à la crise sanitaire). Dans ce festival, plusieurs groupes se sont succédé dont les Fatals Picards, Raggasonic, Elmer Food Beat, Shaka Ponk, N&SK, Les Ramoneurs de menhirs, Naive New Beaters, Pierre Perret, Koba la D et Angèle.

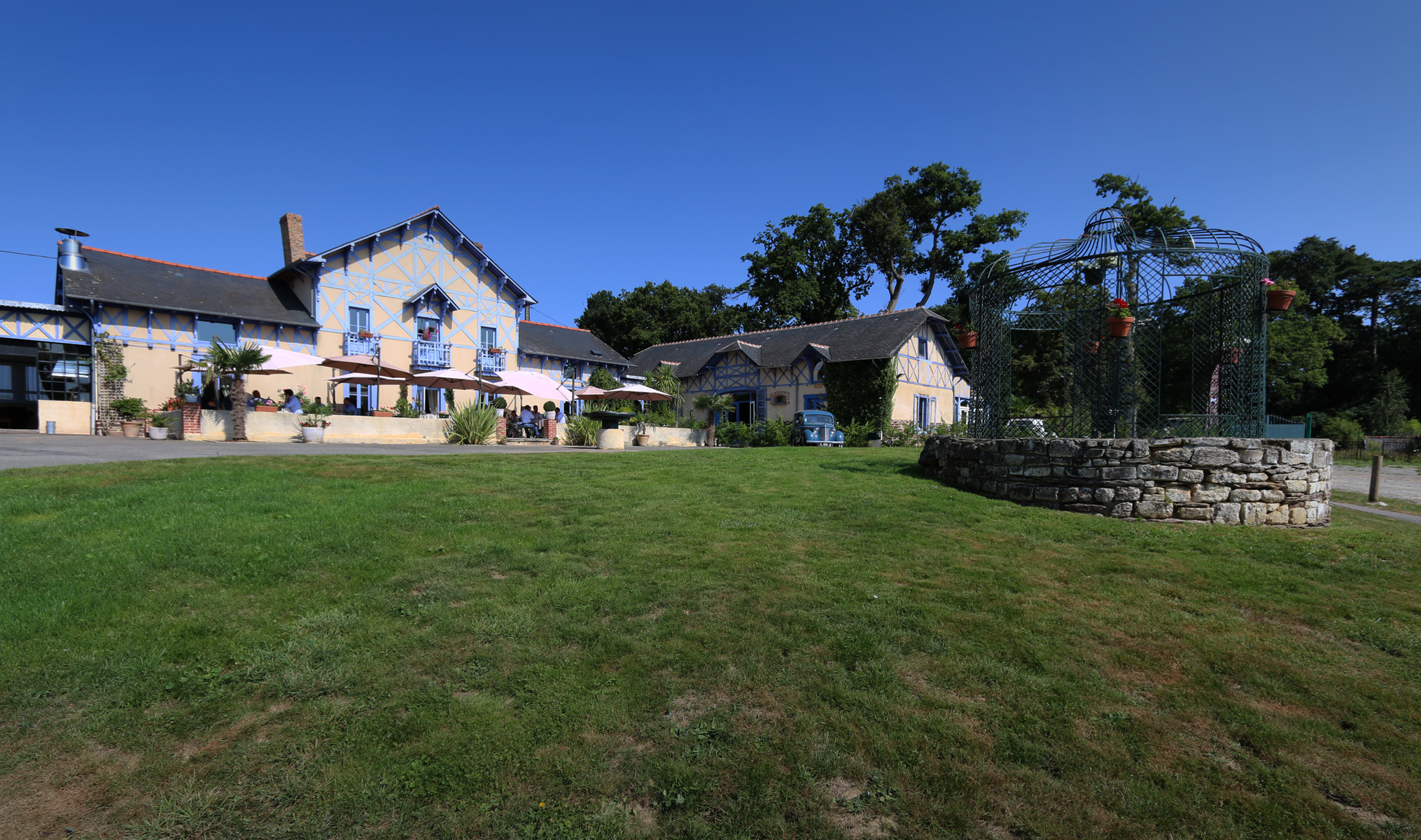
Restaurant la Closerie des Hortensias[216], à côté du château de la Haute-Forêt.

### Personnalités liées à la commune
- Giuseppe Tribus, peintre-décorateur tyrolien (1901-1960) ayant habité et décoré le bourg en 1958. Il a peint l'étang de la Roche en 1959. Il allait souvent au café de Mordelles où il a peint de nombreux tableaux. Il allait en vendre d'autres à la Place des Lices à Rennes.
- Édouard Nignon, était un grand chef cuisinier du XXe siècle. Retiré au château de la Haute-Forêt à Bréal en 1921, il y décède en 1934[217]. Le 18 juin 2011, une allée piétonne a été baptisée à son nom. Un panneau commémoratif en son honneur a été fixé à l'entrée de cette allée sur le mur de l'hôtel de ville[218].

### Cartes géographiques en ligne
L'IGN met à disposition en ligne les outils Géoportail ainsi que IGN - Remonter le temps.
- Géoportail permet de localiser des lieux précis et d'utiliser différentes cartes thématiques (cadastre, limites administratives, géologie, photographies aériennes, carte de Cassini, carte d'état-major etc.) : https://www.geoportail.gouv.fr/
- IGN - Remonter le temps : la page Comparer permet de comparer une carte directement avec une photographie aérienne actuelle ou du passé, une carte ancienne etc. Sur la page Télécharger, il est possible d'étudier des photographies aériennes depuis 1947 (Pour sélectionner un secteur, cliquer sur un point jaune dans la zone jaune transparent) : https://remonterletemps.ign.fr/

Le cadastre napoléonien (mis en œuvre entre 1807 et 1848) peut être consulté sur le site des Archives départementales d'Ille-et-Vilaine. Il permet de se faire une idée de l'occupation du sol et de l'habitat à Bréal-sous-Montfort vers 1824 : https://archives-en-ligne.ille-et-vilaine.fr/thot_internet/FrmSommaireFrame.asp
Carte de Cassini (1785-1787), feuille 129 : https://gallica.bnf.fr/ark:/12148/btv1b53095266n/f1.item.zoom